# Germania
Republica Federală Germania (în germană Bundesrepublik Deutschland ascultăⓘ), acronim RFG, colocvial, Germania (în germană Deutschland; pronunție audioⓘ), este un stat în Europa Centrală. Face parte din organizații internaționale importante, precum: Consiliul Europei (1951), OCDE, Uniunea Vest-Europeană (1954), NATO (1955), Uniunea Europeană (1957), ONU (1973), OSCE, și din zona euro. Se învecinează: la nord - cu Marea Nordului, Danemarca și Marea Baltică; la est - cu Polonia și Republica Cehă; la sud - cu Austria și Elveția; iar la vest - cu Franța, Luxemburg, Belgia și Țările de Jos. Teritoriul Germaniei acoperă 357.021 de kilometri pătrați (137.847 mile pătrate), într-o zonă cu climat temperat. Germania are cea mai mare populație dintre statele membre ale Uniunii Europene (82 de milioane de locuitori).
Diferite triburi germanice au ocupat nordul Germaniei încă din antichitate. În timpul epocii migrațiilor triburile germanice s-au extins spre sud. Începând din secolul al X-lea teritoriile germane au format o parte centrală a Sfântului Imperiu Roman. În secolul al XVI-lea, regiunile germane din nord au devenit centrul Reformei protestante.
Creșterea pan-germanismului în interiorul confederației germane, care a fost ocupată de Franța, a dus la unificarea majorității statelor germane în 1871 în Imperiul German. După Primul Război Mondial și  Revoluția germană din 1918-1919, imperiul a fost înlocuit de Republica de la Weimar. Înființarea celui de-al treilea Reich în 1933 a dus la al doilea război mondial și a Holocaustului. După 1945 Germania a pierdut o parte din teritoriul său și a fost împărțită în două state, Germania de Est și Germania de Vest. În 1990, la scurt timp după revoluțiile care au dus la căderea comunismului în Germania de Est și în restul Europei de Est, Germania a fost reunificată.
Germania este o republică federală parlamentară alcătuită din 16 state numite Landuri (în limba germană Länder). Capitala federală și cel mai mare oraș este Berlin. Industria germană este una din cele mai dezvoltate din lume. Germania este unul din principalele state exportatoare, deține o poziție-cheie în Uniunea Europeană și menține o multitudine de parteneriate strânse la nivel global. Cercetarea științifică și tehnologică din Germania este recunoscută ca cercetare de vârf, la nivel mondial.
Germania a fost un membru fondator al Comunităților Europene în 1957, care a devenit Uniunea Europeană în 1993. Acesta face parte din Spațiul Schengen, și a devenit un co-fondator al zonei euro în 1999. Germania este membru al Organizației Națiunilor Unite, NATO, G8, G20 și OCDE. Cunoscută pentru istoria și cultura sa bogată, Germania a produs numeroși artiști, filozofi, muzicieni, antreprenori, oameni de știință și inventatori.

## Etimologie
Cuvântul „Germania” în limba română, provine de la cuvântul din limba latină „Germania”. Numele „Germania” a fost utilizat după ce Iulius Cezar l-a adoptat dintr-un termen galic pentru popoarele din partea de est a Rinului care ar fi însemnat „vecin”.

## Istorie

### Triburi germanice

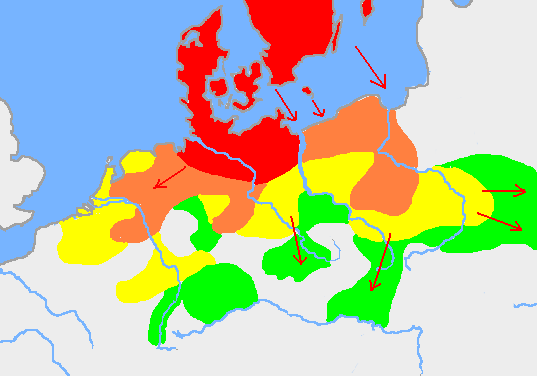
Expansiunea triburilor germanice (750 î.Hr. – 1 d.Hr.)

Se consideră că etnogeneza triburilor germanice a avut loc pe durata Epocii Nordice a Bronzului, sau, cel mai târziu, pe durata Epocii de fier Pre-Romane. Pornind din sudul Scandinaviei și nordul Germaniei, triburile și-au extins teritoriul spre sud, est și vest, în secolul I î.Hr., ajungând în contact cu triburile celtice din Galia, precum și cu triburi iraniene, baltice și slave, în Europa de Est. Nu se cunosc prea multe despre începuturile istoriei germanicilor, avem la dispoziție doar scrieri ale autorilor romani, cercetări etimologice și descoperiri arheologice.
Pe timpul domniei lui Cezar August, generalul roman Publius Quinctilius Varus a început invazia Germaniei (Germania era numele dat de romani teritoriilor de dincolo (la est) de Rin până la munții Ural). În această perioadă, triburile germanice au început să se familiarizeze cu tacticile de război romane, menținându-și, însă, apartenența tribală. În anul 9 d.Hr., în cadrul bătăliei de la Pădurea Teutoburg, triburi germanice conduse de Arminius au înfrânt trei legiuni romane conduse de Varus. O mare parte din Germania de astăzi, anume partea de la est de Rin și la nord de Dunăre, a rămas, astfel, în afara Imperiului Roman. Spre anul 100 d.Hr., pe când Tacitus scria lucrarea sa Germania, triburi germanice s-au stabilit de-a lungul Rinului și Dunării (Limes Germanicus), ocupând mare parte din aria Germaniei moderne. În secolul III s-au afirmat mai multe triburi vest-germanice: alamanii, francii, chatii, saxonii, frizonii, sicambrii și turingii. În jurul anului 260 d.Hr., multe triburi germanice au trecut de limes și de frontiera de pe Dunăre, ajungând în teritorii controlate, pe atunci, de romani.

### Sfântul Imperiu Roman (962-1806)

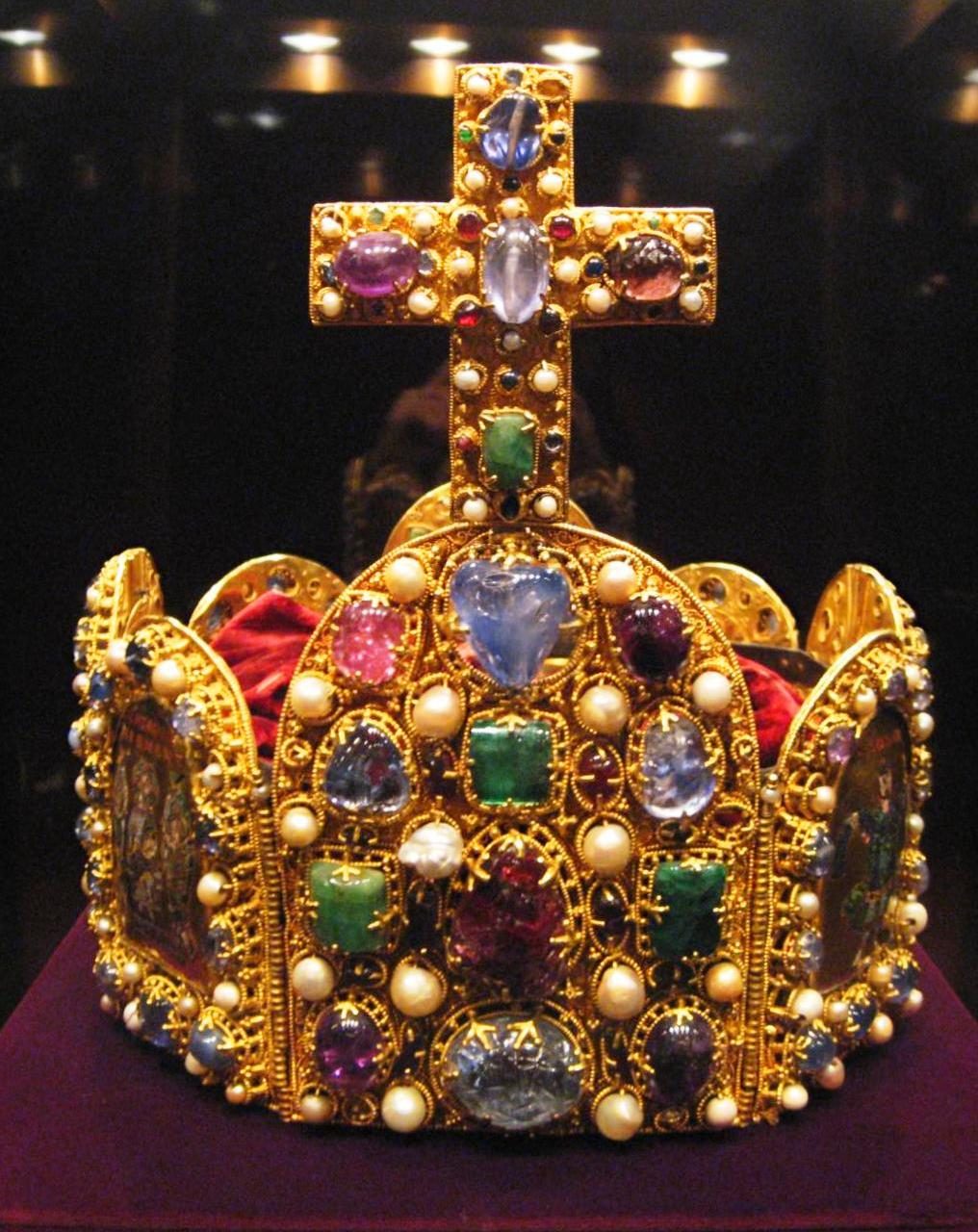
Coroana Imperială a Sfântului Imperiu Roman

Carol cel Mare a fondat la 25 decembrie 800 Imperiul Carolingian, care avea să fie divizat în 843. Imperiul medieval (Sfântul Imperiu Roman) s-a format din partea estică rezultată din această divizare, și a continuat să existe, sub diverse forme, din anul 962 până în 1806. Teritoriul său se întindea de la râul Eider la nord, până la coasta mediteraneană la sud. Numit, inițial, Sfântul Imperiu Roman, a fost redenumit, oficial, Sacrum Romanum Imperium Nationis Germanicæ (Sfântul Imperiu Roman al Națiunii Germane) începând cu 1448, pentru ca titulatura să corespundă cu teritoriul ocupat, devenit, între timp, mai restrâns.

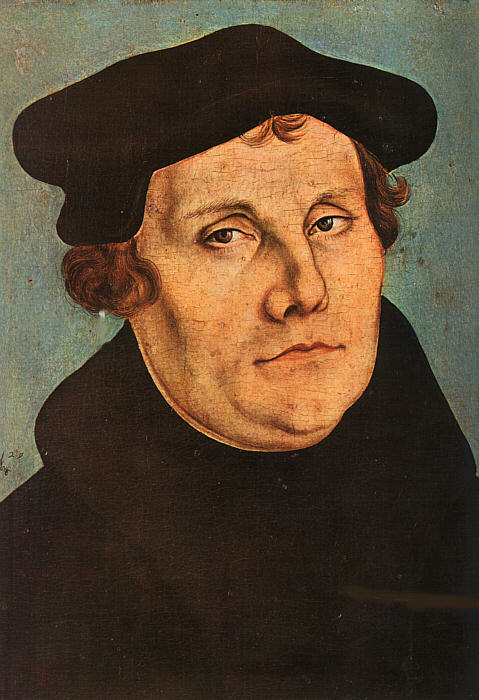
Martin Luther (1483–1546) a inițiat Reforma Protestantă

Pe timpul dinastiei începute de Otto I, între anii 919 și 1024, s-au consolidat ducatele Lorenei, Saxoniei, Franconiei, Șvabiei, Turingiei și Bavariei, iar regele german a fost numit Împărat romano-german al acestor regiuni în 962. Pe timpul domniei împăraților salici (1024-1125), Sfântul Imperiu Roman (Imperiul romano-german) a cucerit nordul Italiei și Burgundia, dar împărații și-au pierdut din putere în urma unei controverse privind învestitura. Pe timpul împăraților Hohenstaufen (1138-1254), prinții germani au căutat să se extindă spre sud și est, ajungând să controleze teritorii locuite de slavi înainte ca germanii să trimită coloniști în aceste pământuri, și chiar mai la est (ceea ce s-a numit Ostsiedlung). Orașele din nordul Germaniei s-au dezvoltat, făcând parte din Liga Hanseatică. Cu toate acestea, în urma Marii Foamete din 1315 și Morții Negre din 1348-50, populația Germaniei a scăzut considerabil.
Edictul Bulei de Aur din 1356 a conferit imperiului o constituție a căror principii de bază aveau să dureze până la destrămarea imperiului. Aceasta codifica alegerea împăratului de către șapte principi electori, care controlau unele din cele mai puternice principate și arhiepiscopii. Începând cu secolul al XV-lea, împărații au fost aleși, aproape fără excepție, din cadrul dinastiei austriece de Habsburg.
Călugărul Martin Luther și-a publicat cele 95 de Teze în 1517, prin care ataca unele practici ale Bisericii Catolice, începând, astfel, Reforma Protestantă. O confesiune distinctă, luterană, a devenit religie oficială în mai multe teritorii germane, după 1530. Conflictul religios a dus la Războiul de treizeci de ani (1618-1648), care a devastat ținuturile germane, populația fiind redusă cu 30%. Pacea Westfalică din 1648 a pus capăt războaielor religioase dintre statele germane, dar imperiul a fost împărțit de facto în numeroase principate independente. Din 1740 monarhia austriacă de Habsburg și Regatul Prusiei au dominat istoria germanilor. În 1806 Imperiul a fost dizolvat, ca urmare a Războaielor Napoleoniene.

### Restaurație și revoluție (1814-1871)

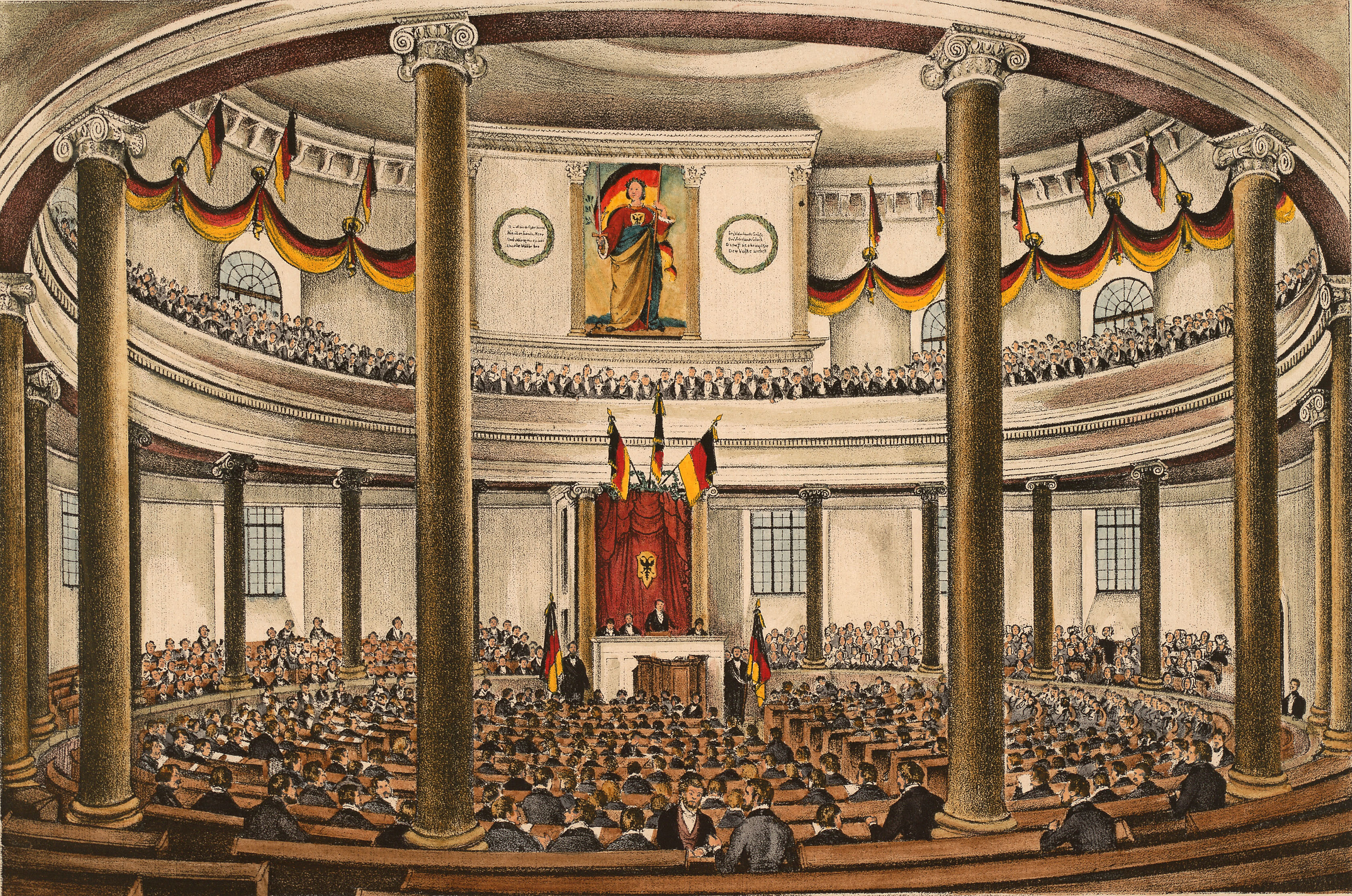
Parlamentul de la Frankfurt în 1848

În urma căderii lui Napoleon Bonaparte, a fost organizat, în anul 1814, Congresul de la Viena și a fost fondată Confederația Germană (Deutscher Bund), o ligă formată din 39 de state. Dezacordul cu ideile politice ale restaurației a dus la întărirea mișcărilor liberale, care cereau unitate și libertate. Aceste cereri, însă, au fost urmate de noi măsuri de represiune din partea omului de stat austriac Metternich. Zollverein, o uniune tarifară, a contribuit hotărâtor la unificarea economică a statelor germane. În această perioadă, mulți germani erau influențați de principiile Revoluției Franceze, iar naționalismul era o forță în creștere, în special printre tinerii intelectuali. Pentru prima dată, culorile negru-roșu-galben au fost alese pentru a reprezenta mișcarea, aceste culori devenind, mai târziu, culorile drapelului german.
În contextul unei serii de mișcări revoluționare în Europa, care au avut drept rezultat proclamarea republicii în Franța, intelectualii și oamenii de rând au adus revoluția de la 1848 și în Confederația Germană. Speriați, monarhii au acceptat, în primă instanță, cererile revoluționarilor. În aceste împrejurări, regelui Frederic Wilhelm al IV-lea al Prusiei i s-a oferit titlul de împărat, dar, întrucât trebuia să renunțe la o parte din puterea politică deținută anterior, acesta a refuzat coroana și a respins constituția propusă, ceea ce, pe atunci, a fost un pas înapoi pentru mișcare. Conflictul dintre regele Wilhelm I al Prusiei și Parlament, care era din ce în ce mai influențat de ideile liberale, a izbucnit pe fondul discuțiilor privind reformele militare din 1862, iar regele l-a numit pe Otto von Bismarck nou prim-ministru al Prusiei. Bismarck a purtat, în 1864, un război împotriva Danemarcei, ieșind victorios. Victoria prusacă în cadrul războiului austro-prusac din 1866 i-a permis să creeze o Federație Nord-Germană (Norddeutscher Bund) și să împiedice Austria, care înainte era cel mai puternic stat german, să se mai amestece în politica celorlalte state germane.

### Imperiul German (1871-1918)

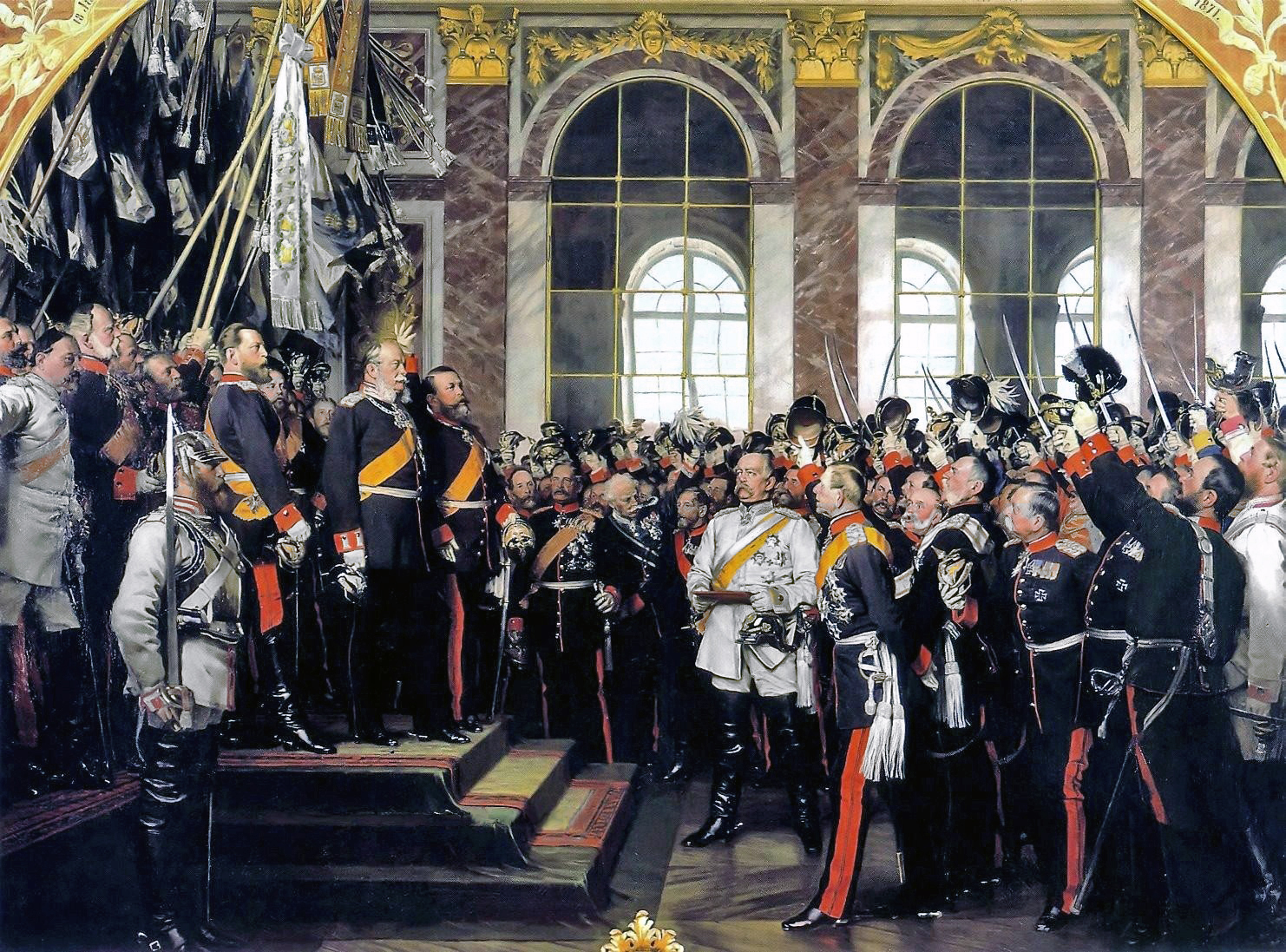
Fondarea Germaniei moderne la Versailles, Franța, 1871. Bismarck se află în centru, într-o uniformă albă.

Statul cunoscut cu numele Germania a fost unificat ca stat-națiune modern în 1871, când Imperiul German a fost înființat împreună cu Regatul Prusiei, ca element constitutiv. După înfrângerea francezilor în Războiul franco-prusac, Imperiul German a fost proclamat la Versailles, în 18 ianuarie 1871. Dinastia Hohenzollern a Prusiei a guvernat noul imperiu, al cărui capitală era Berlin. Imperiul era o unificare a tuturor statelor dezmembrate ale Germaniei, cu excepția Austriei (Kleindeutsche Lösung sau „Germania de Jos”). Începând din 1884, Germania a început un proces de colonizare a câtorva state în afara Europei.
În perioada Gründerzeit, după unificarea Germaniei, politica externă a împăratului Wilhelm I asigura poziția Germaniei ca o mare națiune prin alianțe, izolând Franța prin mijloace diplomatice, precum și evitarea războiului. Cu toate acestea, sub conducerea lui Wilhelm al II-lea, Germania, ca toate puterile europene, a avut un curs imperialist care a dus la neînțelegeri cu țările vecine. Majoritatea alianțelor din care făcea parte și Germania nu au fost reînnoite, iar noile alianțe au exclus-o. În mod specific, Franța a stabilit relații noi prin semnarea tratatului numit Antanta cu Regatul Unit și asigurarea legăturilor cu Imperiul Rus. În afară de relațiile sale cu Austro-Ungaria, Germania a devenit din ce în ce mai izolată.

Germania Imperială (1871–1918), cu dominantul Regat al Prusiei în albastru

Imperialismul Germaniei s-a extins până în afara granițelor statului și s-a alăturat celorlalte puteri europene, cerând partea lor din Africa. Conferința Congoului de la Berlin (1884-1885), mediată de Bismarck, a împărțit Africa între puterile europene. Profitând de o situație politică favorabilă (prietenie cu Austro-Ungaria, Italia și Rusia, înțelegere cu Franța), Germania a întemeiat următoarele protectorate: Africa Germană de Sud-Vest (1884), Togo și Camerun (1884), Africa Germană de Est (1885), inclusiv coloniile germane din Mările Sudului: Kaiser Wilhelmland (achiziționată, în 1880, de la Noua Guinee), Arhipelagul Bismarck, Insula Marshall. Cearta între puterile imperialiste pentru dominația Africii și altor teritorii a provocat continue tensiuni între Marile Puteri, care, prin acumulare, au fost una dintre cauzele care au contribuit la declanșarea Primului Război Mondial.
Asasinarea arhiducelui Franz Ferdinand al Austriei, la data de 28 iunie 1914, a constituit pretextul pentru declanșarea Primului Război Mondial. Ca stat inițiator și principala forță a Triplei Alianțe (Puterile Centrale), Germania a dus greul războiului contra Puterilor Aliate (Antantei) și a suferit pierderi grele într-unul dintre cele mai sângeroase conflicte ale tuturor timpurilor, numărând aproximativ 5.989.758 de victime germane (1.773.700 morți și 4.216.058 răniți).
În toamna anului 1918, situația grea de pe front și mișcările revoluționare interne l-au determinat pe împăratul Wilhelm al II-lea să abdice și să plece în exil, în Țările de Jos. Socialiștii au preluat puterea și au proclamat republica. Pentru a împiedica invadarea țării, aceștia au semnat, la 11 noiembrie, armistițiul cu Puterile Aliate, care a pus capăt războiului iar, ulterior, Tratatul de la Versailles, în iunie 1919, atrăgându-și ostilitatea naționaliștilor care refuzau să recunoască înfrângerea din Primul Război Mondial. Tratatul a fost perceput în Germania ca o continuare umilitoare a războiului prin alte mijloace, iar asprimea sa este, de obicei, considerată ca având un rol important în nașterea și creșterea ulterioară a curentului revanșist și nazismului în țară.

### Republica de la Weimar (1919–1933)
La începutul revoluției germane, Germania a fost proclamată republică, iar monarhia abolită. Cu toate acestea, lupta pentru putere a continuat, comuniștii radicaliști de stânga ajungând la putere în Bavaria, dar eșuând să preia controlul din întreaga Germanie. Revoluția s-a sfârșit în august 1919, când Republica de la Weimar a fost înființată oficial. La 11 august 1919, Constituția Weimar a intrat în vigoare odată cu semnarea acesteia de către președintele Friedrich Ebert.
Suferind din cauza crizei economice, a condițiilor aspre de pace dictate de Tratatul de la Versailles, precum și a succesiunii unor guverne mai mult sau mai puțin stabile, poporul Germaniei s-au lipsit din ce în ce mai mult de identificarea cu sistemul lor politic și cu „Înființarea Partidelor” în parlamentul lor democratic. Acest lucru a fost agravat pe scară largă de extrema dreaptă (monarhism, völkisch și nazism) Dolchstoßlegende, care promova ideea că Germania a pierdut Primul Război Mondial datorită eforturilor și influenței celor care doreau să răstoarne guvernul. Cea mai mare acuzație adusă guvernului de la Weimar a fost trădarea națiunii germane, prin semnarea Tratatului de la Versailles, în timp ce comuniștii radicaliști de stânga, precum Liga Spartakistă (Grupul Spartakist), doreau o revoluție având drept țintă principală abolirea capitalismului în favoarea unui Räterepublik.
Cu toate acestea, nemulțumirea față de noul guvern de la Weimar a provocat creșterea Partidul Comunist din Germania. Mulți conservatori au fost atrași de revoluționarea în spirit revanșard a dreptei politice, în special Partidul Muncitoresc German Național-Socialist - Partidul nazist. Până în 1932, aceste două partide au controlat majoritatea parlamentului, (296 de scaune parlamentare până în iulie 1932). După câteva serii de cabinete de scurtă durată, președintele Paul von Hindenburg a luat o decizie crucială: având puține alternative și presat de consilierii de dreapta, la 30 ianuarie 1933, von Hindenburg l-a numit pe Adolf Hitler cancelar al Germaniei, îndeplinind cererea lui Hitler.

### Al Treilea Reich (1933–1945)

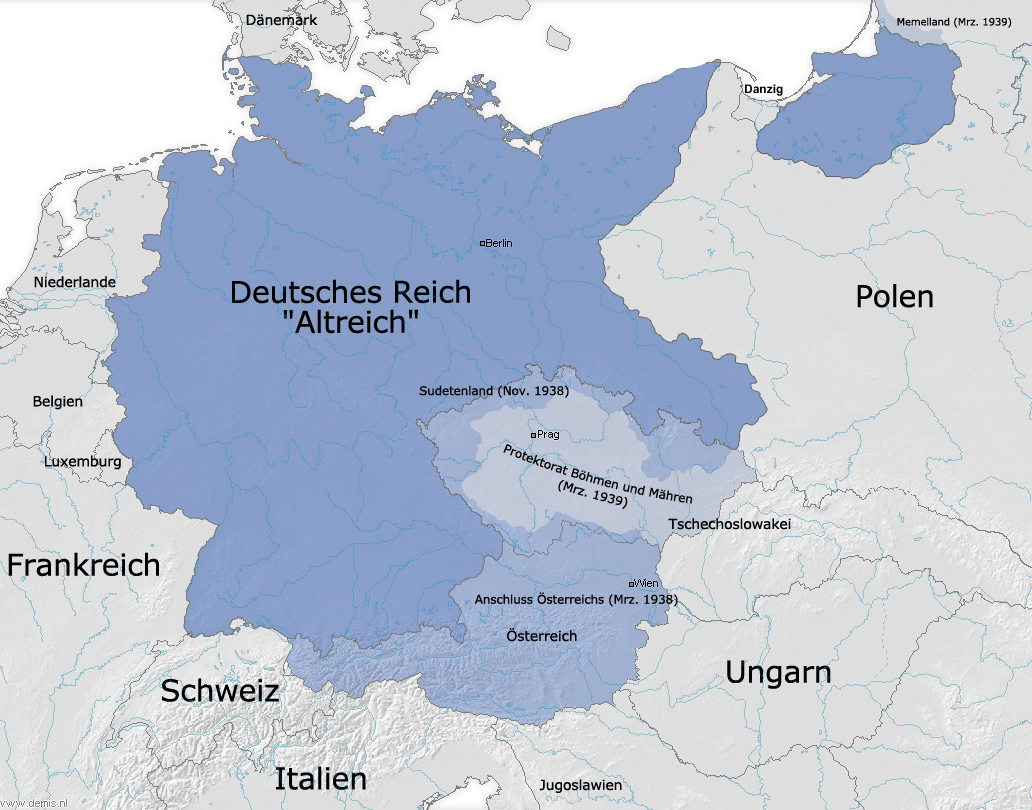
Harta celui de-al Treilea Reich în 1939

În aproape toată această perioadă statul german a purtat denumirea oficială Deutsches Reich (Imperiul German); denumirea colocvială a fost Drittes Reich (Al Treilea Reich) sau și Nazi-Deutschland (Germania nazistă).
La 27 februarie 1933, sediul Reichstagului (parlamentului german de pe atunci), aflat în clădirea numită și până astăzi Reichstag, a fost incendiat, aceasta constituind pretextul pentru decretele de urgență ce au abrogat drepturile cetățenești de bază. O hotărâre a parlamentului i-a dat lui Hitler putere legislativă nerestricționată. Doar Partidul Social Democrat SPD a votat împotriva acesteia, în timp ce membrii comuniști ai parlamentului au fost încarcerați. Folosindu-și puterea de a distruge orice rezistență actuală sau potențială, în decurs de câteva luni, Hitler a pus bazele unui stat centralizat totalitarist. Industria a fost revitalizată prin producția masivă de armament, de fapt, interzisă Germaniei după pierderea Primului Război Mondial. În 1935 Germania a redobândit controlul asupra ținutului istoric Saar, iar în 1936 controlul militar al ținutului Rin, amândouă fiind pierdute în urma Tratatului de la Versailles. Susținând, în paralel, campania agresivă a dezvoltării masive a producției de armament, politica externă a Germaniei a devenit mai agresivă și expansionistă, împingând, voit, omenirea spre Al Doilea Război Mondial. În 1938 și 1939, Austria și Cehoslovacia au fost aduse sub controlul Germaniei și a fost pregătită invazia Poloniei (Pactul Hitler-Stalin, Operațiunea Himmler). La 1 septembrie 1939 armata Germaniei a lansat războiul „fulger” (blitzkrieg) asupra Poloniei, care a fost rapid ocupată de trupele Germaniei și de Armata Roșie Sovietică, marcând începutul celui de-al Doilea Război Mondial în Europa. Regatul Unit și Franța au declarat război Germaniei și, întrucât războiul s-a extins, Germania și aliații săi au căpătat controlul asupra unei mari părți din Europa continentală.

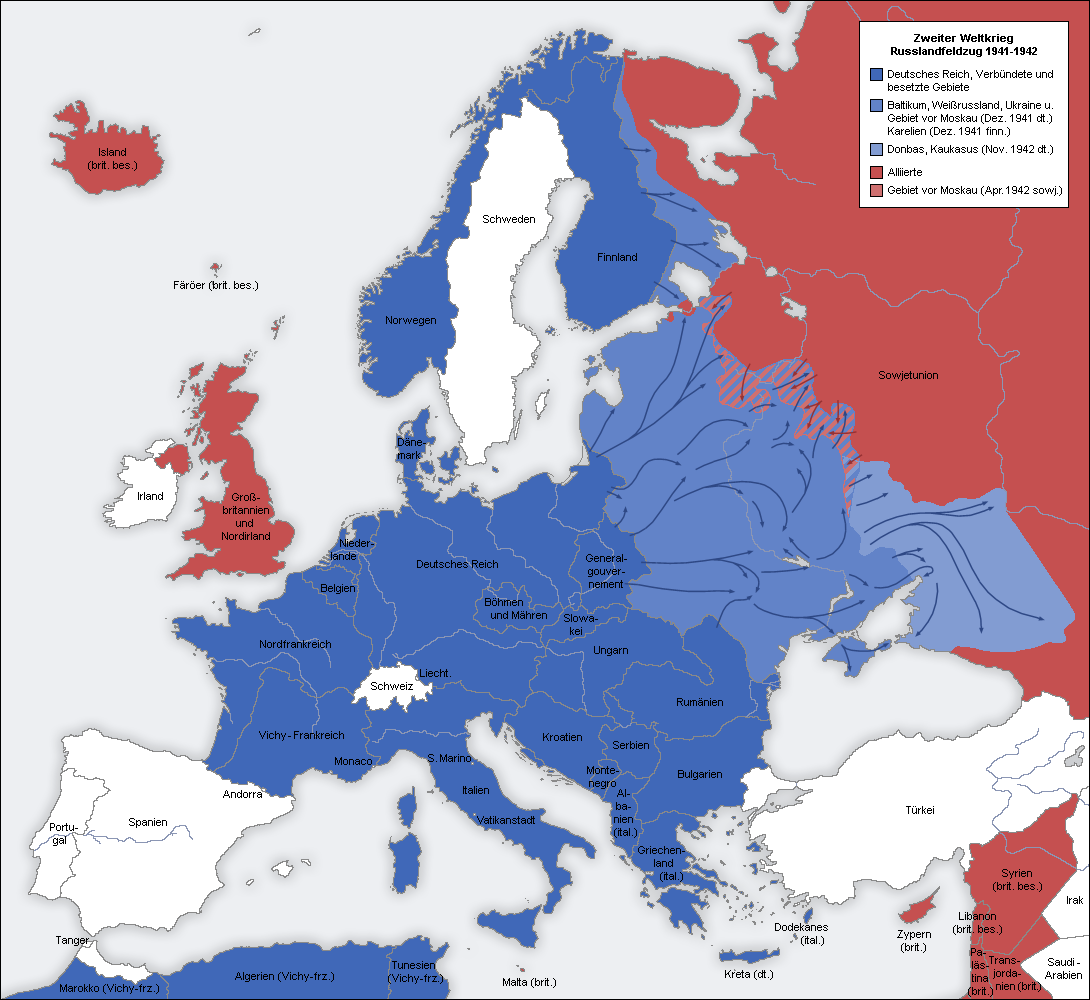
Cuceririle naziste în Europa pe durata celui de-al Doilea Război Mondial

La 22 iunie 1941, Germania a încălcat Pactul Hitler-Stalin și a invadat Uniunea Sovietică. În același an, Japonia a atacat baza americană de la Pearl Harbor din Oceanul Pacific, iar Germania, în calitate de aliat al Japoniei, a declarat război și Statelor Unite. Deși armata germană a avansat în Uniunea Sovietică destul de rapid, Bătălia de la Stalingrad a marcat punctul de turnură al acestui război. În consecință, armata germană a început să se retragă de pe Frontul de Est. În septembrie 1943, Italia, aliata Germaniei, a capitulat, obligând forțele Wehrmact-ului să deschidă un alt front pentru păstrarea acestei regiuni nord-mediteraneene în sistemul de apărare german. Operațiunea Neptun a marcat un alt punct de turnură în acest război, deschizând frontul vestic. La 6 iunie 1944, Forțele aliate anglo-americane au debarcat pe Coasta Normandiei din Franța ocupată și s-au îndreptat spre teritoriul german, astfel că foarte curând, la 8 mai 1945, după ce Armata Roșie a cucerit Berlinul, iar Hitler s-a sinucis în bunkerul său, Germania nazistă a fost silită să capituleze necondiționat. În timpul celui de-al Doilea Război Mondial au murit aproximativ 7 milioane de civili și soldați germani (inclusiv etnicii germani din Europa de est).
În timpul celui de-al Treilea Reich, guvernul german nazist a aplicat politici împotriva minorităților și multor dizidenți, ceea ce, mai târziu, avea să fie cunoscut sub denumirea de Holocaust. În timpul acestuia au fost uciși aproximativ 17 milioane de oameni, inclusiv circa 6 milioane de evrei și un număr important de țigani, polonezi și alți slavi, prizonieri de război sovietici, bolnavi mintali, homosexuali și membri ai opoziției politice. Cel de-al Doilea Război Mondial și genocidul nazist au fost responsabili pentru mai mult de 40 de milioane de morți în Europa. După încheierea celui de-al Doilea Război Mondial, s-au desfășurat, la Nürnberg, procesele criminalilor de război germani.

### Istoria modernă

Zonele de ocupație din Germania (1947)

Comunitatea și limba germană au apărut cu mii de ani în urmă, însă, ca stat, Germania a apărut abia în 1871, când, sub conducerea cancelarului Otto von Bismarck, s-a format Imperiul German, înglobând partea de nord a Germaniei actuale - Confederația Germană de Nord (dominată de Prusia, în germană: Preußen), apoi Bavaria (în germană: Bayern) precum și diferite alte regiuni, excluzând, însă, părțile vorbitoare de germană din Austria. Acesta a fost cel de al doilea Reich german, tradus de obicei ca „imperiu”. Primul Reich — cunoscut timp de multe secole sub denumirea Sfântul Imperiu Roman de Națiune Germană — provenea din divizarea Imperiului Franc în 843, existând sub diverse forme până în anul 1806. Cel de-al Treilea Reich (și ultimul) a fost cel al naziștilor; el a durat doar 12 ani (din 1933 până în 1945).
Germania, devenită una dintre marile puteri europene, s-a implicat în Primul Război Mondial (1914 - 1918) alături de aliatul ei, Austro-Ungaria. La începutul conflagrației, Germania a invadat Belgia și a pătruns în Franța, până aproape de Paris, nereușind, însă, să obțină o victorie hotărâtoare, deoarece războiul a devenit unul de uzură, care i-a secat resursele materiale și umane. Războiul s-a încheiat în 1918 și, drept urmare, împăratul Germaniei a fost forțat să abdice. În Tratatul de la Versailles, încheiat după război, Germania a fost considerată responsabilă pentru provocarea conflagrației.
Unii politicieni consideră condițiile grele impuse Germaniei prin Tratatul de la Versailles din 1919, precum și problemele economice datorate crizei economice mondiale începute în 1929 ca fiind factori care au permis partidului nazist al lui Hitler (NSDAP) să obțină un procentaj mare din sufragii și, în cele din urmă, să formeze, la 30 ianuarie 1933, un nou guvern cu Adolf Hitler în funcția de cancelar. Istoricii, fără a respinge implicarea certă a factorilor de natură conjuncturală (precum obligația de a despăgubi statele agresate de către Germania în Primul Război Mondial pentru imensele pierderi provocate, sau criza mondială cu punct de plecare în crahul bursier din SUA) subliniază importanța istoriei recente a țării (perioada din timpul și după unificarea Germaniei, când tendința liberală a fost brutal marginalizată sau doar cooptată de tendințele politice naționaliste) în ascensiunea nazismului; în primul volum al trilogiei sale dedicate fenomenului, istoricul britanic Richard J. Evans, de exemplu, găsește originea derivei naziste în caracteristicile evidente ale societății germane, precum: militarismul, prevalența valorilor și instituțiilor aristocratice (în contrast cu valorile liberale și democratice care se răspândiseră cu mai mult succes în țări precum Franța sau Marea Britanie), precum și moștenirea conservatorismului politic al "cancelarului de fier" Otto von Bismarck și influența durabilă a acestuia asupra mentalului colectiv (anume dorul intens pentru un leader puternic care să conducă națiunea ca un părinte sever, dar inspirat). Plecând de la faptul că rădăcinile derivei naziste sunt adânc înfipte în istoria țării, cel puțin cât să ajungă până la jumătatea secolului XIX, alți istorici (precum francezul Georges Bensoussan) subliniază și ei faptul plin de semnificații că națiunea germană a fost strânsă laolaltă în 1871 de niște politicieni, și așa s-a întâmplat, de altfel, întotdeauna în istoria laxelor forme statale federalizatoare pe teritoriile germanofone, neexistând așa, cum s-a întâmplat în Franța, de exemplu, un moment de simbolism național unificator și egalizator, precum revoluția: națiunea n-are ce celebra ca moment în care s-a unificat "de jos" (cum e 14 iulie 1790 în Franța, cu "la Fête de la Fédération"), căci ea a fost unificată "de sus."  De aceea, în Germania secolului al XIX-lea, referința-far este un politician, birocrat și chiar militar aristocrat, precum von Bismarck, nu cum se întâmpla în Franța aceluiași secol, unde referința-far a fost un scriitor popular (prin naștere, dar și dedicare), anume Victor Hugo. Faptul că unificarea a trebuit să fie câștigată prin război contra străinilor (francezi, de exemplu) și aceasta i-a făcut pe germani naționaliști, marcați profund și durabil de mentalitatea asediatului)) și ținând cont de valorile pe care Franța le încarna pe continent la acel moment, ostilitatea străinilor la unificarea națiunii i-a făcut pe nemți și antilberali, de unde una dintre explicațiile eșecului liberalilor în timpul revoluției de la 1848 pe teritoriile germanofone și, mai ales, la Berlin.
În 1934 Hitler a preluat tot controlul, devenind șeful statului și scăpând de opoziție prin violență. În 1935, antisemitismul a devenit o politică oficială de stat în Germania, justificată, formal, prin Legile de la Nürnberg (Nürnberger Gesetze). Un moment important în istoria Germaniei îl reprezintă unirea cu Austria. Evenimentul, cunoscut sub numele de Anschluss („alipire”), s-a petrecut la 12 martie 1938 și reprezintă unul din pașii importanți ai regimului nazist din Germania spre război. Germania făcut, apoi, o alianță cu Italia și Japonia, numită Axa Berlin-Roma-Tokio.
La 23 august 1939 Hitler a încheiat chiar și cu Stalin un tratat de neagresiune, cu urmări importante asupra lumii și României, numit Pactul Ribbentrop-Molotov. În virtutea acestui pact, politica lui Hitler de a anexa țările vecine a culminat, la 1 septembrie 1939, prin cotropirea Poloniei și izbucnirea celui de-al Doilea Război Mondial.
În prima parte a războiului, Germania a avut succese militare fulgerătoare, câștigând controlul asupra principalelor teritorii din Europa, unei mari părți a URSS și a nordului Africii. În 1941 naziștii au pus în aplicare Holocaustul ca politică de stat, bazată pe argumente și pretexte rasiste, de exterminare în masă a milioane de evrei și alte naționalități. Între 1942-1943, balanța în război s-a schimbat, succesele trecând de partea Aliaților împotriva Germaniei, printre care URSS, Marea Britanie și Statele Unite ale Americii. La finele lunii aprilie 1945, Hitler și-a recunoscut eșecul total și s-a sinucis. La 8 mai 1945, Germania a capitulat necondiționat.
În urma cererilor făcute de Stalin la conferințele de la Ialta și Potsdam, provinciile germane de până atunci situate la est de râurile Odra (Oder) și Neisse (Neiße) - Pomerania, Silezia, orașul hanseatic Danzig (astăzi Gdansk în Polonia), Prusia Răsăriteană, Prusia Apuseană și Țara Sudeților (Sudetenland) - au fost alipite la Polonia, URSS și Cehoslovacia. Începând cu ofensiva Armatei Roșii de la 12 ianuarie 1945 și până în 1948, cei mai mulți locuitori germani ai acestor regiuni, aproximativ 12 milioane înainte de război, au fost expulzați spre vest sau și spre Siberia, în condiții brutale. În jur de 2 milioane dintre aceștia și-au pierdut viața în război și în cadrul procesului de expulzare („Vertreibung”).
În urma războiului, teritoriul Germaniei de azi a fost împărțit în patru „zone de ocupație”, controlate de puterile aliate Franța, URSS, Regatul Unit și Statele Unite. Berlinul a fost, de asemenea, divizat în patru sectoare controlate de aceste puteri. Scindarea a culminat prin constituirea, în 1949, pe teritoriul Germaniei de azi a două state germane: partea de apus s-a numit Republica Federală Germania, RFG sau Germania de Vest (germană: Bundesrepublik Deutschland), iar partea de răsărit, orientată spre URSS, s-a numit Republica Democrată Germană, RDG, Germania de Est sau de Răsărit (germană: Deutsche Demokratische Republik sau DDR). Germania de Vest și-a recuperat rapid nivelul de dinaintea războiului, devenind o putere economică importantă a Europei.

### Germania unificată și integrarea în UE (1990–prezent)
Vezi și articolele: Istoria Germaniei postbelice, Zonele aliate de ocupație din Germania, Expulzarea germanilor după al doilea război mondial.

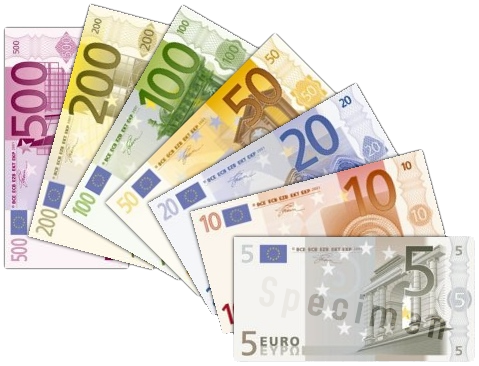
În 1999 Germania a adoptat moneda euro.

În 1990, după căderea comunismului în Europa, cele două state germane s-au reunificat, prin aceea că în fosta RDG au fost înființate landuri (așa cum existau deja în RFG), landuri care, ceva mai târziu, au aderat oficial la RFG, adoptând și constituția RFG numită Grundgesetz. Tratatul care a definit această reunificare se numește Tratatul doi plus patru (a fost încheiat de către cele două state germane și cele patru puteri care dețineau suveranitatea asupra întregii Germanii: SUA, Regatul Unit, Franța și URSS). Prin semnarea acestor acte, Republica Democrată Germană a încetat să mai existe.
Conform Actului Bonn-Berlin, adoptat de Parlament la data de 10 martie 1994, Berlin a devenit, încă o dată, capitala Germaniei Întregite, în timp ce Bonn a obținut statutul unic de Bundesstadt (oraș federal), păstrând câteva ministere federale. Remutarea guvernului a fost finalizată în 1999.
După reunificare, Germania a luat un rol tot mai activ în Uniunea Europeană și NATO. Germania a trimis forțe de menținere a păcii pentru a asigura stabilitatea din Balcani și a trimis o forță militarăgermană în Afganistan, ca parte din efortul NATO pentru a stabili securitatea în această țară după eliminarea talibanilor. Aceste desfășurări au fost controversate, deoarece, după război, Germania a fost obligată să trimită trupe cu scopuri de apărare. Evenimentele din teritoriile străine au fost percepute ca fiind acoperite fără asigurare defensivă; cu toate acestea, votul parlamentului în această problemă a legalizat, în mod efectiv, participarea într-un context de menținere a păcii.
Statul german reunit este acum una dintre cele mai importante țări din Uniunea Europeană și din lume.

### Evenimente politice recente, prezentate sumar

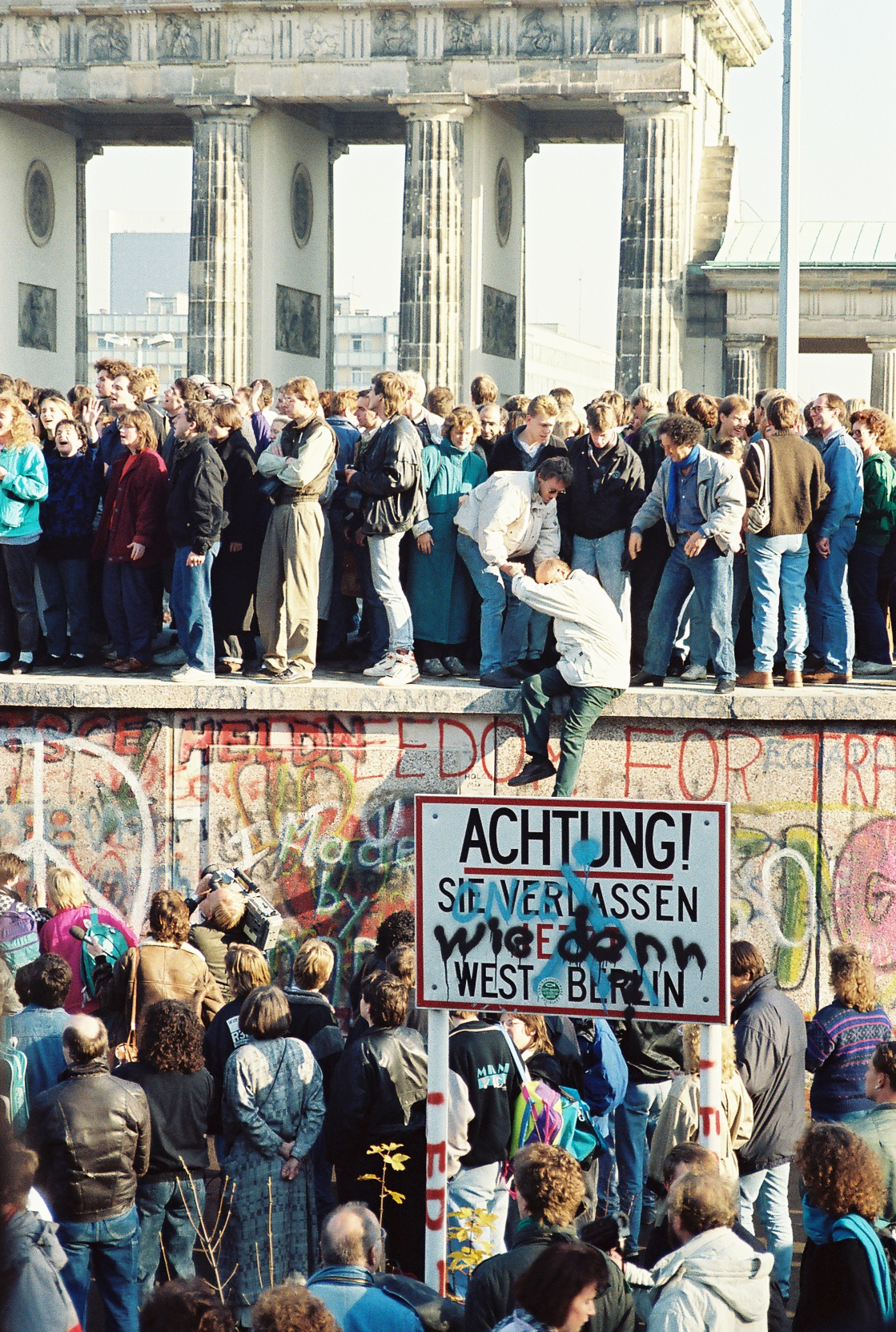
Zidul Berlinului, asaltat de mulțime (10 noiembrie 1989)

Din 1998 și până în iulie 2005 cancelar federal a fost Gerhard Schröder (SPD), în fruntea unui cabinet de coaliție între social-democrați (SPD) și verzi (Bündnis 90 / Die Grünen). La 21 iulie 2005 președintele federal Horst Köhler a dizolvat Bundestagul, ca urmare a votului de neîncredere pe care l-a primit cancelarul Schröder.
La 18 septembrie 2005 au avut loc alegeri federale anticipate, în urma cărora a venit la putere marea coaliție, între fracțiunile parlamentare CDU/CSU (așa-numita „Uniune Creștină”) și SPD, cu Angela Merkel (CDU) drept cancelar.
La alegerile federale din 2009 social-democrații au scăzut în preferința electoratului, așa încât creștin-democrații au format o coaliție cu liberalii (FDP), coaliție supranumită „negru-galben”. Al 17-lea Bundestag al Germaniei s-a constituit la 28 octombrie 2009. Norbert Lammert (CDU) a fost reales președinte al Bundestagului. Angela Merkel și-a numit apoi noul cabinet, format din 16 persoane (de la CDU, CSU și FDP), cu Guido Westerwelle (FDP) vicecancelar și ministru de externe.
La alegerile prezidențiale din 30 iunie 2010, Adunarea Federală (Bundesversammlung) l-a ales în al 3-lea scrutin pe Christian Wulff (CDU) drept nou președinte al Germaniei, pentru o perioadă de 5 ani. Acesta a fost învestit în funcție la 2 iulie 2010. La 17 februarie 2012 Wulff a fost nevoit să demisioneze, după ce procuratura din Saxonia Inferioară l-a învinuit că ar fi primit foloase necuvenite în perioada cât a fost prim-ministru al landului Saxonia Inferioară.
La 18 martie 2012 Adunarea Federală (Bundesversammlung) l-a ales pe fostul disident anticomunist Joachim Gauck (independent), din primul tur de scrutin, drept președinte al Germaniei.

## Geografie

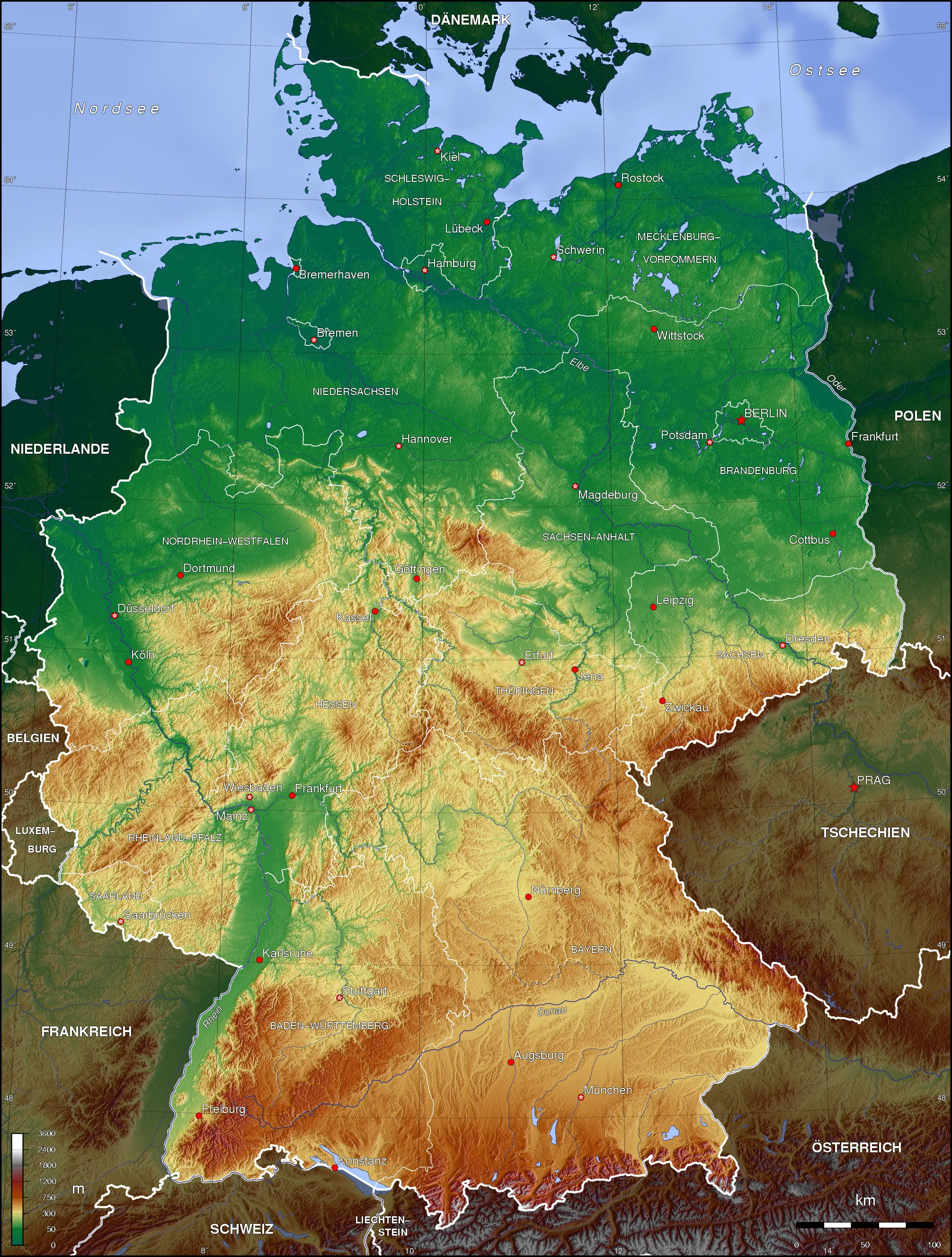
Hartă topografică

Teritoriul Germaniei acoperă 357,021 km², dintre care 349223 km² sunt terenuri, relieful fiind preponderent muntos, iar 7798 km² sunt ape. Se plasează, după suprafață, pe locul șapte în Europa și pe locul 63 la nivel global. Altitudinea variază de la altitudinile Munților Alpi (cel mai înalt punct: Zugspitze la 2962 metri) în sud, până la țărmurile Mării Nordului (Nordsee), în nord-vest și Marea Baltică (Ostsee), în nord-est. Între acestea se află zonele de munte împădurite din Germania Centrală și terenurile joase din nord (cel mai jos punct: Wilstermarsch la 3.54 metri sub nivelul mării), traversate de câteva fluvii ale Europei, precum Rinul, Dunărea și Elba.
Germania are cele mai multe granițe cu țările europene, decât oricare alt stat din Europa. Se învecinează în nord cu Danemarca, în est cu Polonia și Republica Cehă, în sud cu Austria și Elveția, în sud-vest cu Franța și Belgia iar în nord-vest cu Țările de Jos. Capitala Germaniei este Berlin.

### Climă
Germania are o climă temperată, cu o temperatură medie anuală de 9 °C. Temperatura medie în ianuarie variază de la -6 °C până la +1 °C (în funcție de localitate și altitudinea ei), în timp ce temperatura medie a lunii iulie variază între 16 și 20 °C. Precipitațiile sunt mai mari în sud, unde se înregistrează 1.980 mm pe an, majoritatea sub formă de zăpadă.

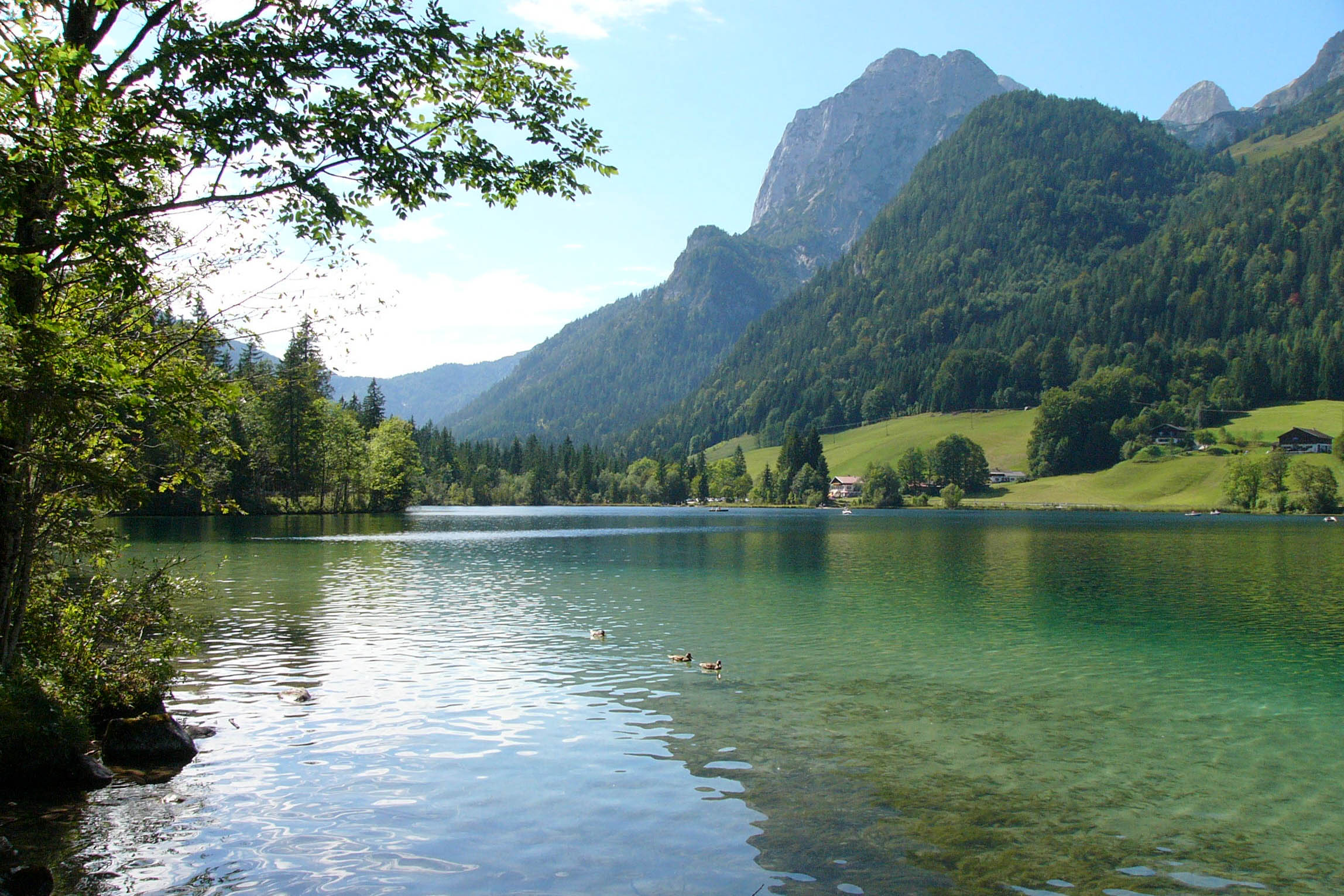
Peisaj alpin în Bavaria

Majoritatea Germaniei are o climă temperată, în care predomină vânturile vestice umede. Clima este moderată de Curentul Atlanticului de Nord, care este extinderea nordică a Curentului Golfului. Această apă caldă afectează zonele riverane Mării Nordului, inclusiv zona de-a lungul Rinului, care se varsă în Marea Nordului. În consecință, în partea de nord și nord-vest, clima este oceanică; ploile cad pe parcursul întregului an, cu un maxim în timpul verii.
Iernile sunt blânde, iar verile tind să se răcească, deși temperaturile pot depăși 30° C (86° F) pentru perioade prelungite. În zonele estice, clima este mai mult continentală; iernile pot fi foarte reci, verile pot fi foarte calde, iar adesea sunt consemnate perioade de secetă. Germania centrală și de sud sunt regiuni de tranziție, care variază de la o temperatură moderat oceanică la continentală, iar temperaturi pot depăși 30 °C (86 °F) pe timp de vară.

### Biodiversitate

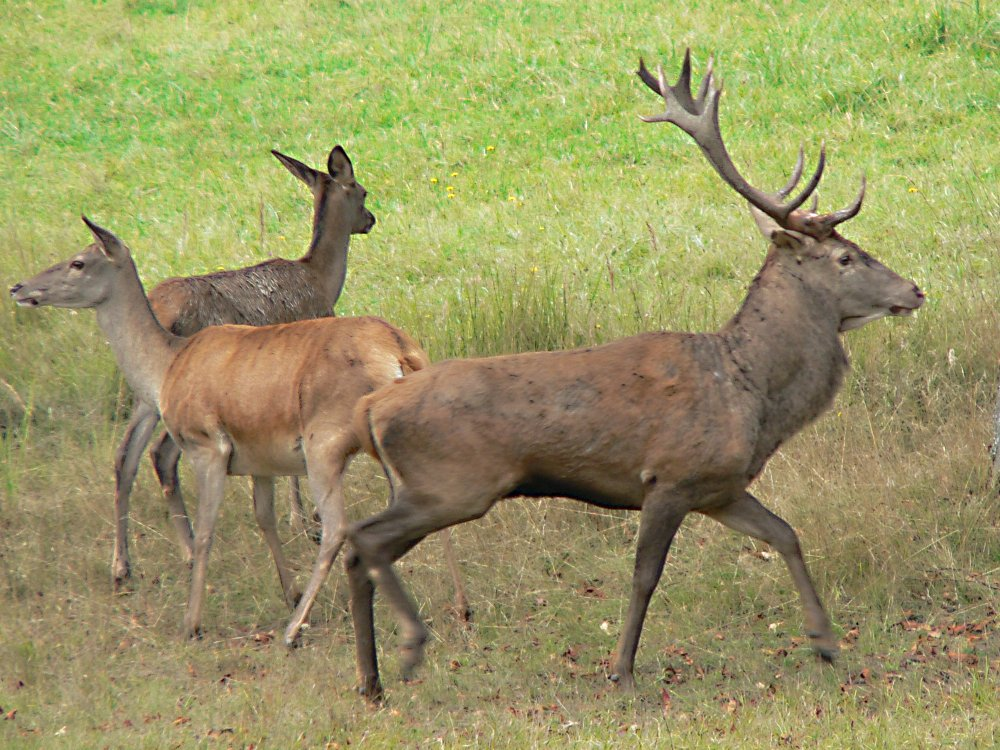
Cerbul roșu este o specie răspândită larg în sălbăticie.

Din punct de vedere fitogeografic, Germania este partajată între provinciile Atlanticului European și Europei Centrale a Regiunii Circumboreale în cadrul Regatului Boreal. Teritoriul Germaniei poate fi subdivizat în două ecoregiuni: pădurile montane mixte ale Mediteranei europene și reciful marin ale Atlanticului nord-estic. Majoritatea Germaniei este acoperită fie din teren arabil (33%), fie silvicultură și regiune păduroasă (31%). Numai 15% este acoperit de pășuni constante.

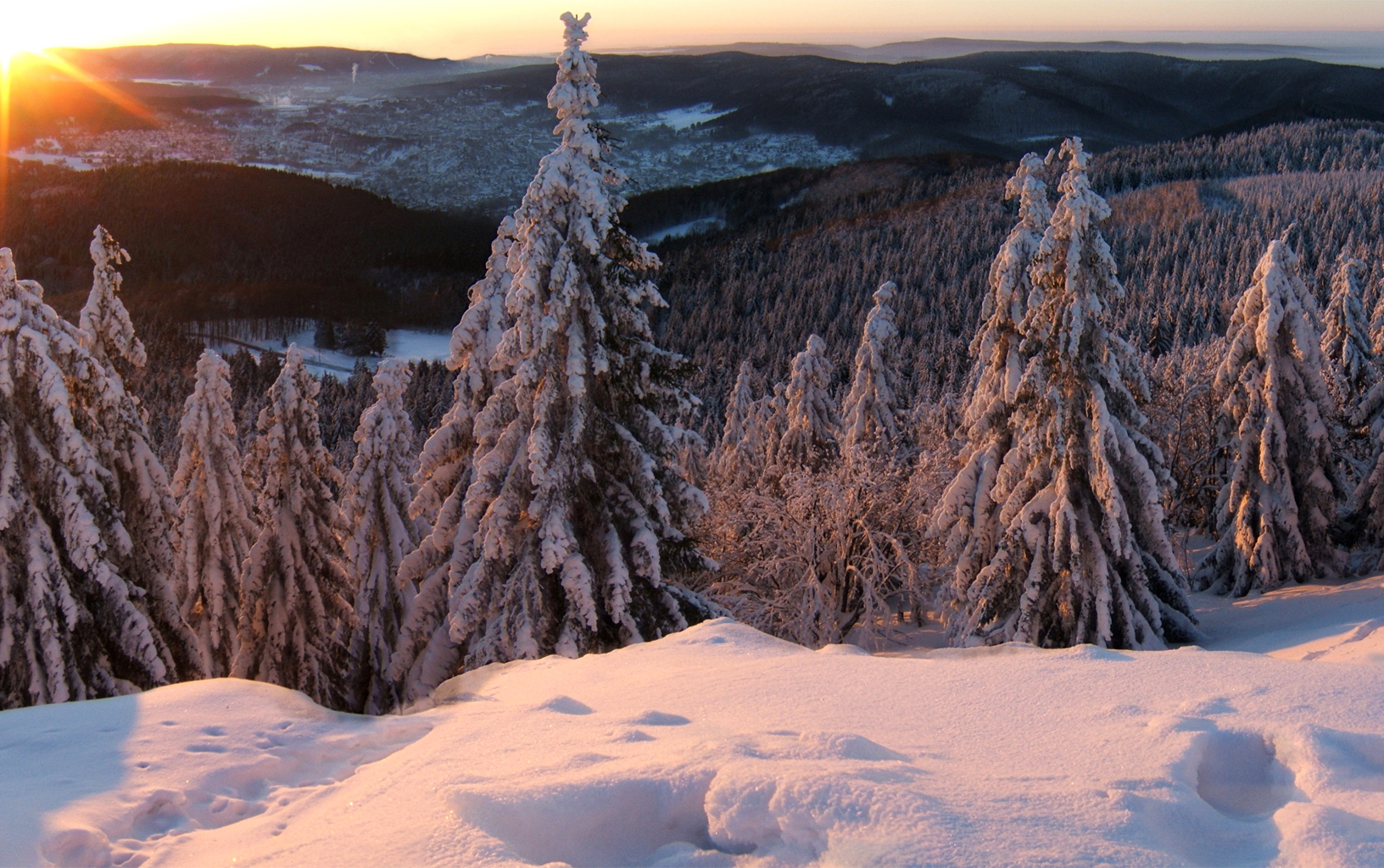
Aproximativ o treime din teritoriul Germaniei este acoperit de păduri: Munții Pădurea Turingiei

Plantele și animalele sunt, în general, comune celor din perioada medievală. Fagi, stejari, și alte esențe de foioase constituie o treime din păduri; pădurile de conifere sunt în creștere ca urmare a reîmpăduririlor. Molidul și bradul predomină în munții de sus, în timp ce pinul și laricele se găsesc în sol nisipos. Există multe specii de ferigi, flori, ciuperci, și mușchi. Peștii abundă în râuri și în Marea Nordului. Printre animalele sălbatice, se găsesc cerbul, mistrețul, muflonul, vulpea, bursucul, iepurele, și un număr mic de castori. Diverse păsări migratoare străbat Germania primăvara și toamna.
Parcurile naționale ale Germaniei includ Parcurile naționale Wattenmeer, Parcul național Jasmund, Parcul național Vorpommersche Boddenlandschaft, Parcul național Müritz, Parcul național Unteres Odertal, Parcul național Harz, Parcul național Sächsische Schweiz și Bayerischer Wald.
Germania este cunoscută pentru numeroasele sale grădini zoologice, parcurile faunei sălbatice, acvarii, și parcuri de păsări, mai mult de 400 de grădini zoologice și parcuri de animale sunt administrate în această țară, număr care o plasează pe primul loc în lume Gradină zoologică de la Berlin este cea mai veche grădină zoologică din Germania și deține cea mai numeroasă colecție de specii din lume.

### Mediul încojurător

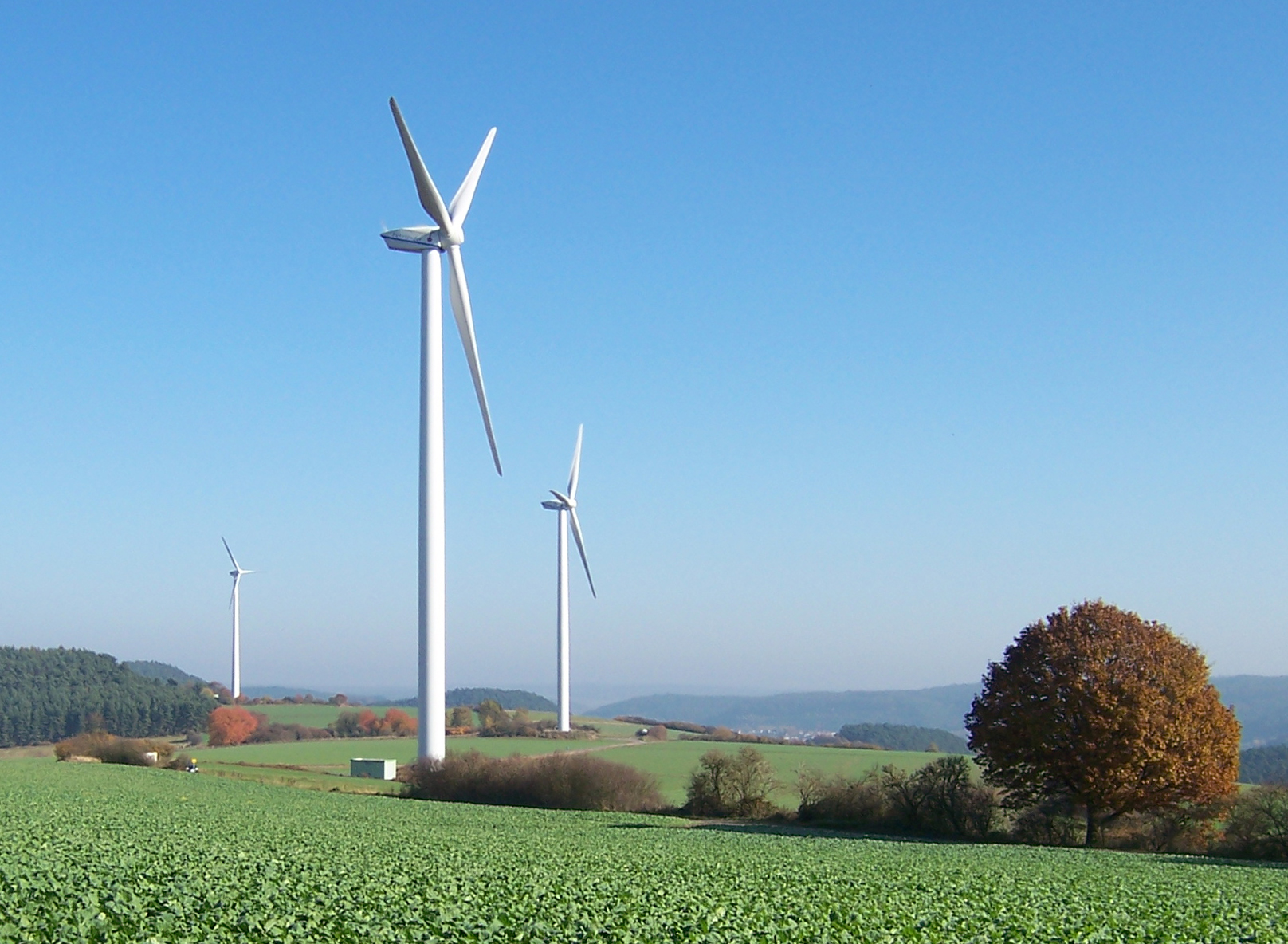
Turbinele eoliene din Wehrda (Marburg)

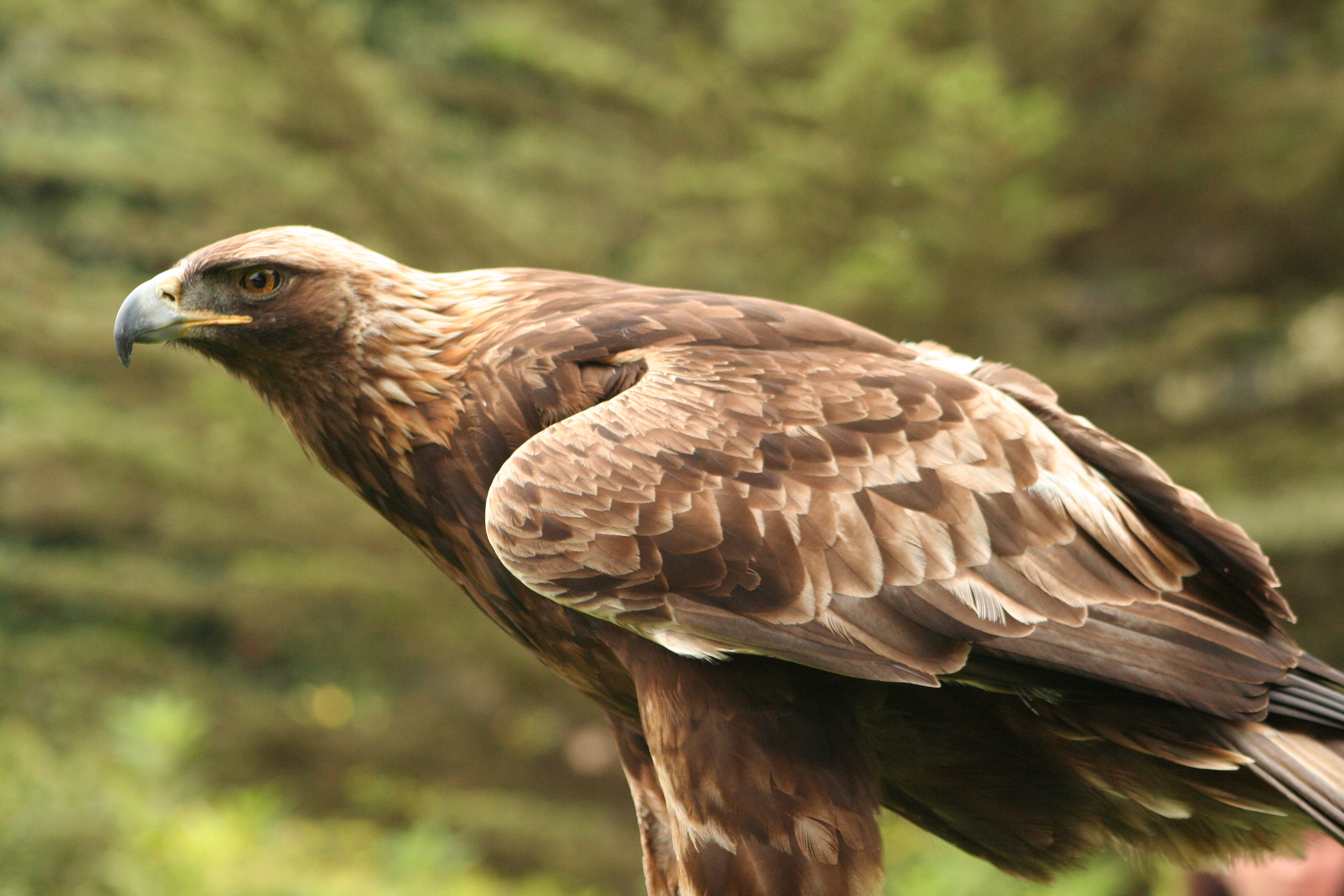
Pajura este o pasăre de pradă protejată și simbol heraldic național.

Cea mai mare fermă eoliană și a capacității de energie solară din lume este instalată în Germania. Germania este cunoscută pentru conștiința propriului mediu înconjurător. Mulți germani consideră cauzele antropice a fi un factor semnificativ la încălzirea globală. Germania participă, în cadrul Protocolului de la Kyoto și în alte tratate de promovare a biodiversității, aplicând riguros standardele de emisii scăzute, programele de reciclare și utilizare a energiei regenerabile și sprijinind dezvoltarea durabilă la nivel global.
Guvernul german a inițiat numeroase activități pentru reducerea emisiilor iar totalul emisiilor țării sunt în descreștere. Cu toate acestea, emisiile de dioxid de carbon pe cap de locuitor din Germania sunt printre cele mai ridicate din UE, deși ele sunt semnificativ mai mici decât cele din Australia, Canada, Arabia Saudită și Statele Unite. Emisiile provenite din industrie și utilitățile de ardere a cărbunelui contribuie la poluarea aerului. Ploile acide care rezultă din emisiile de dioxid de sulf devastează pădurile. Poluarea din Marea Baltică a apelor reziduale și a reziduurilor industriale de la râuri din fosta Germanie de Est au fost reduse. Guvernul cancelarului Schröder a anunțat intenția de a pune capăt utilizării energiei nucleare pentru producerea energiei electrice. Germania lucrează pentru respectarea angajamentelor UE pentru a identifica zonele de conservare a naturii, în conformitate cu Directiva de Habitat a Uniunii Europene privind flora și fauna. Ca urmare a încălzirii globale, ultimii ghețari din regiunea alpină a Germania se topesc. Pericole naturale sunt inundațiile de primăvară și vijeliile furtunoase care au loc în toate regiunile.

## Guvernul și politica de stat

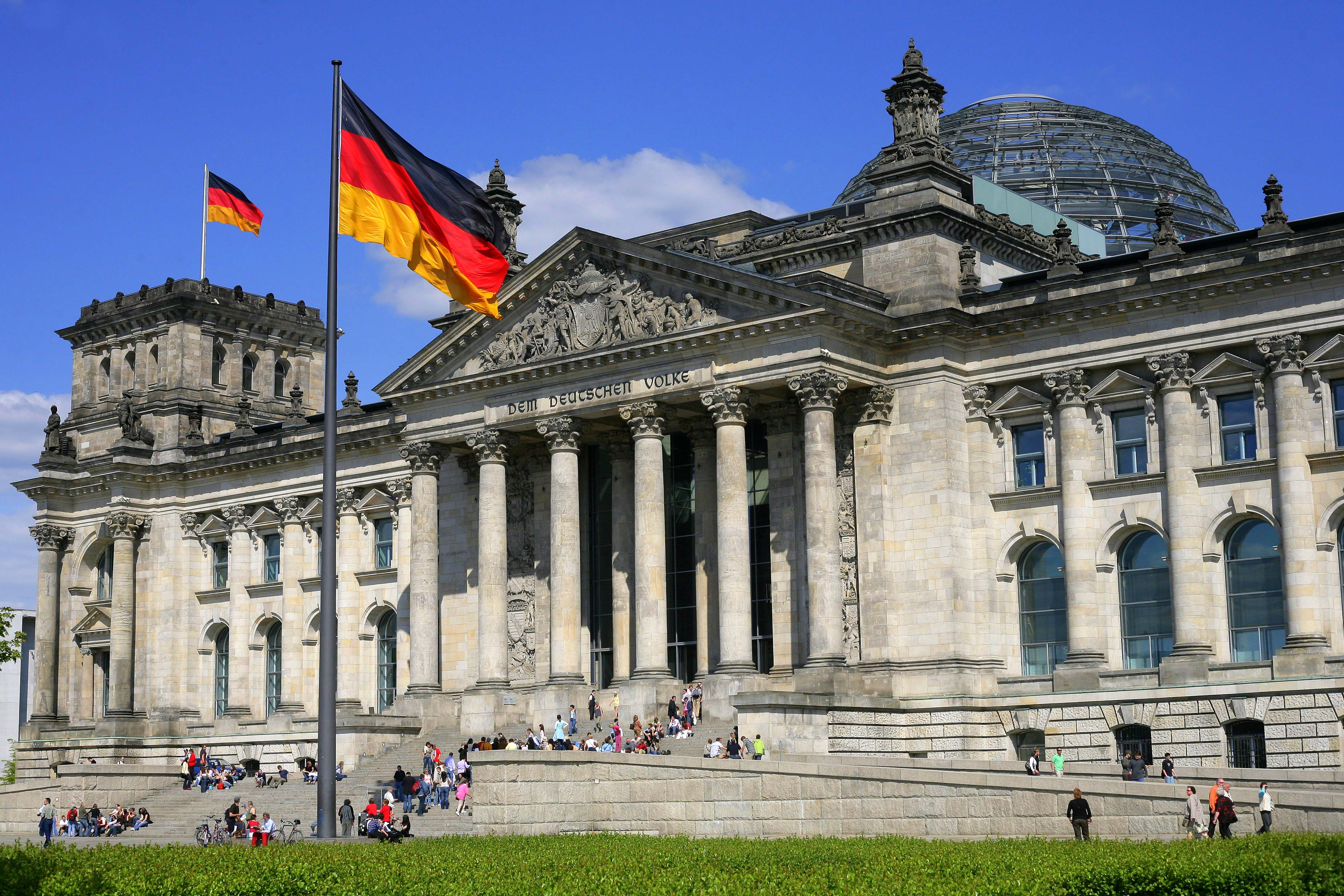
Reichstagul din Berlin este sediul parlamentului german.

Din punct de vedere constituțional, Germania este o democrație republicană federală reprezentativă.
Forma de guvernământ este parlamentară, în care șeful guvernului (cancelarul) este ales de către parlament, numit bundestag, și confirmat de către președintele statului. Deși cancelarul deține cele mai puternice competențe politice din stat, în ierarhia protocolară el se află abia pe locul 3, după președintele statului și președintele Bundestagului.
Cancelarul, actualmente Olaf Scholz, este șeful guvernului și exercită puterea executivă, similar cu rolul de prim-ministru, în alte democrații parlamentare. Cancelarul este ales cu majoritate absolută de către parlament (Bundestag) pe o perioadă de 4 ani și are dreptul de a numi și elibera din funcție pe miniștri, precum și dreptul numit „competența liniilor directoare” (Richtlinienkompetenz), prin care formulează, în linii mari, sarcinile fiecărui ministru din cabinet (guvern). Puterea federală legislativă este învestită în parlament, compus din Bundestag (Parlamentul Federal) și Bundesrat (Consiliul Federal), care, împreună, formează un tip unic de corp legislativ. Bundestagul este ales, prin alegeri directe, prin reprezentare proporțională. Membrii Bundesrat reprezintă guvernele celor șaisprezece landuri și sunt membri ai cabinetelor de stat. Guvernele respective de stat au dreptul de a numi și de a-și elimina reprezentanții în orice moment.
Guvernul federal al Germaniei (Bundesregierung) constă din cancelar (prim-ministru) și miniștri. Actualul cabinet, numit cabinetul Scholz I, a fost format în urma alegerilor federale din 2021 și este format din politicieni ai partidelor SPD, Alianța 90/Verzii și FDP.
Președintele este șeful statului împuternicit, în primul rând, cu responsabilitățile și competențele reprezentative. El este ales de către Bundesversammlung (Adunarea Federală), o instituție formată din membri ai Bundestagului și un număr egal de delegați de stat. A doua funcție importantă în ordinea de prioritate germană este Bundestagspräsident (Președintele Bundestagului), care este ales de Bundestag și responsabil pentru supravegherea sesiuni de zi cu zi a corpului. Cea de a treia funcție importantă și șef al guvernului este cea de cancelar, care este numit de către Bundespräsident, după ce a fost ales de către Bundestag. Cancelarul poate fi îndepărtat printr-o mișcare constructivă de neîncredere de către Bundestag, în cazul în care implică constructiv faptul că Bundestagul alege, simultan, un succesor.
Din 1949, sistemul de partide a fost dominat de Uniunea Creștin-Democrată și Partidul Social Democrat din Germania, toți cancelarii, până în prezent, fiind membri ai unuia dintre cele două partide. Cu toate acestea, Partidul Liberal Democrat (care are membri în Bundestag încă din 1949) și Bündnis 90/Die Grünen (care erau cei mai numeroși în Parlament după 1983) au jucat, de asemenea, un rol important, deoarece acestea sunt, de regulă, parteneri mai mici ai unui guvern de coaliție.

### Componența actuală a guvernului
Din 25 aprilie 2022:
| Resort                                                                     | Titular                 | Partid            |
| -------------------------------------------------------------------------- | ----------------------- | ----------------- |
| Cancelar federal (Bundeskanzler)                                           | Olaf Scholz             | SPD               |
| Vicecancelar și ministru de economie și protecție a climei                 | Robert Habeck           | Alianța 90/Verzii |
| Finanțe                                                                    | Christian Lindner       | FDP               |
| Externe                                                                    | Annalena Baerbock       | Alianța 90/Verzii |
| Interne                                                                    | Nancy Faeser            | SPD               |
| Politici de locuire, dezvoltare urbană și construcții                      | Klara Geywitz           | SPD               |
| Justiție                                                                   | Marco Buschmann         | FDP               |
| Muncă și probleme sociale                                                  | Hubertus Heil           | SPD               |
| Apărare                                                                    | Christine Lambrecht     | SPD               |
| Alimentație și agricultură                                                 | Cem Özdemir             | Alianța 90/Verzii |
| Familie, persoane vârstnice, femei și tineret                              | Lisa Paus               | Alianța 90/Verzii |
| Sănătate                                                                   | Karl Lauterbach         | SPD               |
| Dezvoltare digitale și transporturi                                        | Volker Wissing          | FDP               |
| Mediu, protecția naturii, securitatea nucleară și protecția consumatorilor | Steffi Lemke            | Alianța 90/Verzii |
| Educație și cercetare                                                      | Bettina Stark-Watzinger | FDP               |
| Cooperare economică și dezvoltare                                          | Svenja Schulze          | SPD               |
| Misiuni speciale (șeful cancelariei)                                       | Wolfgang Schmidt        | SPD               |

### Parlament

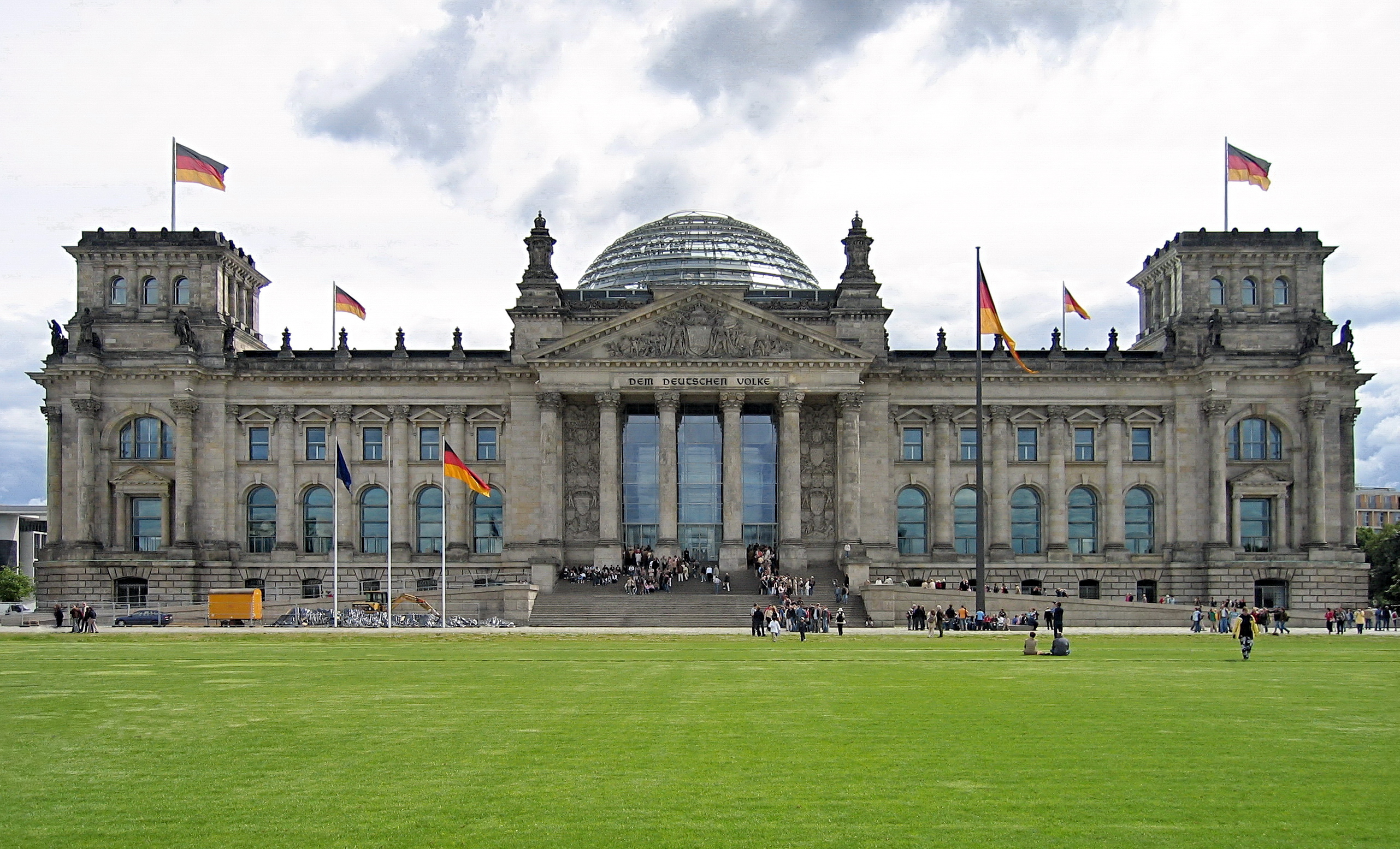
Reichstagul Germaniei

Membrii parlamentului sunt aleși de către cetățeni la fiecare patru ani printr-un vot proporțional personalizat. La acest sistem de vot, alegătorii dispun de 2 voturi, care pot fi date și la partide diferite. Cu primul vot se hotărăște după un sistem majoritar care anume candidat să reprezinte circumscripția electorală respectivă în parlament (candidat ales direct); cu al doilea vot se alege, după un sistem proporțional, partidul dorit în parlament.
Un candidat ales direct capătă, în orice caz, un loc în parlament (mandat); acest fapt poate duce la depășirea numărului de locuri care s-ar cuveni unui partid conform numai votului al doilea. Situația se numește Überhangmandat (mandat suplimentar). Această situație a avut loc la fiecare alegere federală din 1949 încoace. Totuși, în 2008, Curtea Constituțională Federală, Bundesverfassungsgericht, a decis că acest procedeu contravine constituției federale (Grundgesetz), deoarece așa se poate încălca reprezentarea proporțională democratică necesară, și i-a impus legislativului să corecteze legea alegerilor până cel târziu în 2011.

### Alte organe ale statului german
Un alt organ constituțional german important (legislativ) se numește „Bundesrat” (Consiliul Federal) și este format din membrii guvernelor celor 16 landuri (țări constituente ale federației). Pe câteva domenii de activitate (de exemplu, învățământ, poliție), Bundestag-ul trebuie să coopereze cu Bundesratul.
Puterea judiciară are ca organ superior Curtea Constituțională Federală (Bundesverfassungsgericht), care poate să declare un act legislativ sau de administrație drept anticonstituțional, caz în care actul trebuie revizuit.

## Organizarea politico-administrativă
În constituția germană, numită Grundgesetz (lege fundamentală), Germania (Deutschland) este definită ca fiind o republică federală (Bundesrepublik) formată din următoarele landuri (țări ale federației):
| Land                               | Capitală    | Suprafață (km²) | Locuitori (2011) |
| ---------------------------------- | ----------- | --------------- | ---------------- |
| Baden-Württemberg                  | Stuttgart   | 35.752          | 10.789.000       |
| Bavaria                            | München     | 70.549          | 12.595.000       |
| Berlin                             | Berlin      | 892             | 3.500.000        |
| Brandenburg                        | Potsdam     | 29.477          | 2.497.000        |
| Brema                              | Bremen      | 404             | 661.000          |
| Hamburg                            | Hamburg     | 755             | 1.800.000        |
| Hessa                              | Wiesbaden   | 21.115          | 6.093.000        |
| Mecklenburg - Pomerania Inferioară | Schwerin    | 23.174          | 1.636.000        |
| Saxonia Inferioară                 | Hanovra     | 47.618          | 7.915.000        |
| Renania de Nord - Westfalia        | Düsseldorf  | 34.043          | 17.845.000       |
| Renania-Palatinat                  | Mainz       | 19.847          | 4.000.000        |
| Saarland                           | Saarbrücken | 2.569           | 1.014.000        |
| Saxonia                            | Dresda      | 18.416          | 4.139.000        |
| Saxonia-Anhalt                     | Magdeburg   | 20.445          | 2.315.000        |
| Schleswig-Holstein                 | Kiel        | 15.799          | 2.838.000        |
| Turingia                           | Erfurt      | 16.172          | 2.223.000        |

### Ierarhia administrativă (reprezentare simplificată)

Schema structurii unităților administrative din Germania

- Pe treapta administrativă cea mai înaltă se află Bund (Federația germană, Germania)
- Pe a doua treaptă de sus se află Bundesländer ( landurile Germaniei), grupate în 2 categorii:
  - Flächenländer (13 landuri „cu suprafață”);
  - Stadtstaaten (3 orașe-stat: Berlin, Brema și Hamburg); deci, în total, 16 landuri.
- Sub landurile cu suprafață stă scris (Regierungsbezirke) (ceea ce semnifică faptul că unele din aceste landuri dispun de o treaptă intermediară de regiuni administrative de tip Regierungsbezirk).
- Landurile cu suprafață, indiferent dacă dispun sau nu de Regierungsbezirke, sunt subîmpărțite în districte rurale (numite Landkreis sau Kreis, în funcție de land) și districte urbane, numite kreisfreie Stadt (orașe care nu țin de vreun district rural).
- Districtele rurale sunt și ele subîmpărțite și mai fin, în diverse moduri, în funcție de landul în care se află. Unele districte rurale se subîmpart în subunități numite Amt. În sfârșit, districtele, și acolo unde există și subunitățile Amt, se subîmpart, mai departe, în subunități numite Gemeinde (comune). În unele landuri există și unitățile de tip Verbandsgemeinde, o grupare de comune.

După cum se vede, subdivizarea administrativă a Germaniei nu este foarte unitară, datorită diversității de tradiții istorice din regiunile țării.

## Legislație

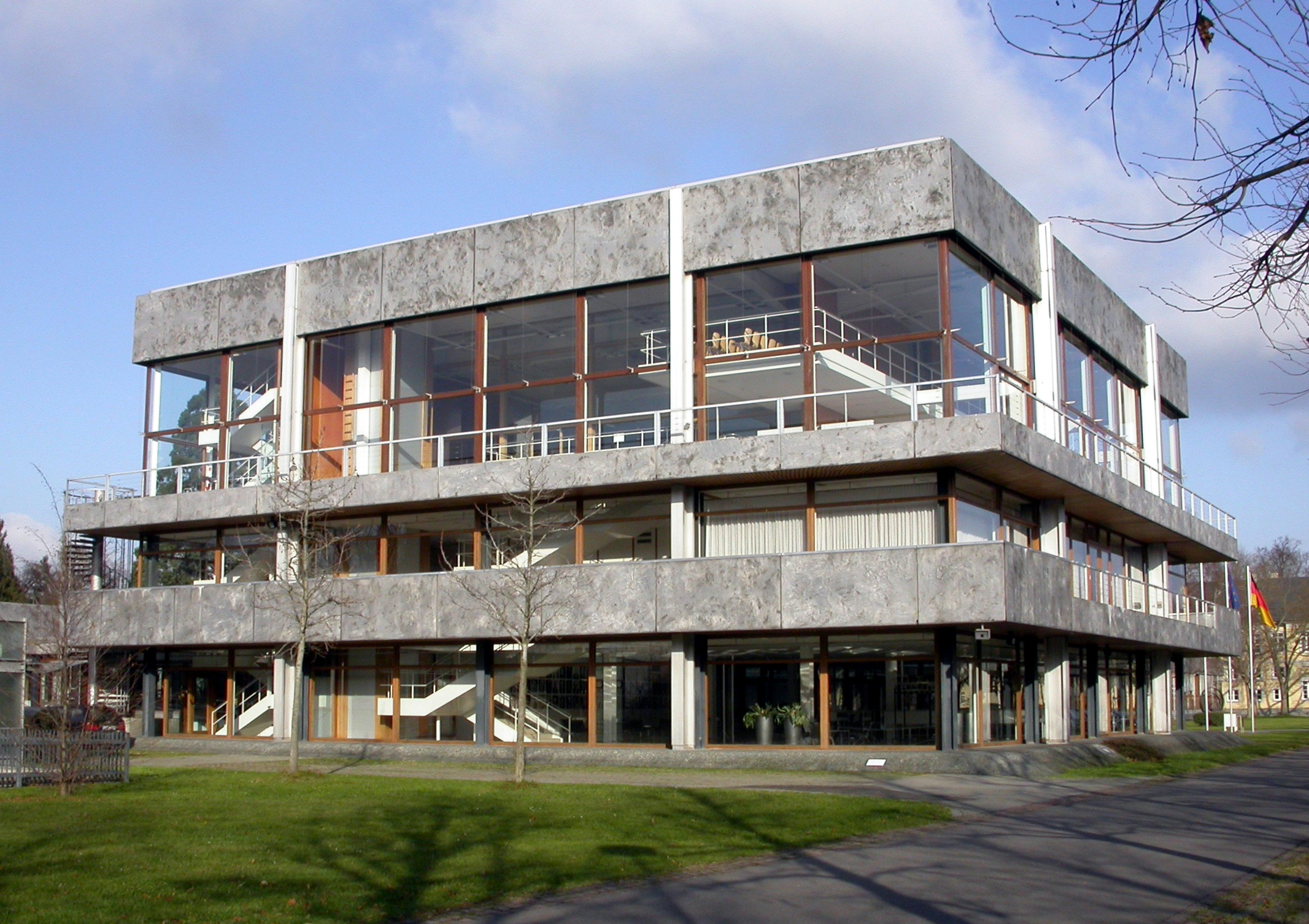
Curtea Constituțională Federală a Germaniei din Karlsruhe

Sistemul judiciar al Germaniei este autonom față de ramura executivă și cea legislativă. Germania are un statut civil sau sistem de lege care se bazează pe dreptul roman, cu unele referiri la legislația germană. Bundesverfassungsgericht (Curtea Constituțională Federală), cu sediul în Karlsruhe. În Germania, Curtea Supremă este responsabilă pentru probleme constituționale, cu o putere de control jurisdicțional. Aceasta acționează ca cea mai înaltă autoritate legală și se asigură că practica legislativă și judecătorească este conformă cu Legea fundamentală pentru Republica Federală Germania (Legea de bază). Aceasta acționează în mod independent de alte organe de stat, dar nu poate acționa în numele său propriu.
Sistemul Curții Supreme a Germaniei, numit Oberste Gerichtshöfe des Bundes, este specializat. Pentru cazurile civile și penale, cea mai înaltă instanță de recurs este Curtea Federală de Justiție, situată în Karlsruhe și Leipzig. Stilul sălii de ședință este inchizitorial. Alte tribunale federale sunt Curtea Federală a Muncii din Erfurt, Curtea Federală Socială din Kassel, Curtea Federală a Finanțelor din München și Curtea Federală Administrativă de la Leipzig.
Dreptul penal și dreptul privat sunt codificate la nivel național în Strafgesetzbuch și, respectiv, Bürgerliches Gesetzbuch. Obiectivul Sistemului Penal German este reabilitarea criminalului; al doilea este protecția publicului. Pentru a realiza acest din urmă obiectiv, un criminal condamnat poate fi închis preventiv (Sicherungsverwahrung), în cazul în care este considerat a fi o amenințare la adresa publicului. Völkerstrafgesetzbuch reglementează consecințele de crime împotriva umanității, genocid și crime de război. Acesta oferă instanțelor germane competență universală în cazul urmăririi penale de către o instanță din țara în care infracțiunea a fost comisă, sau nu este posibilă de către o instanță internațională.

### Legislația

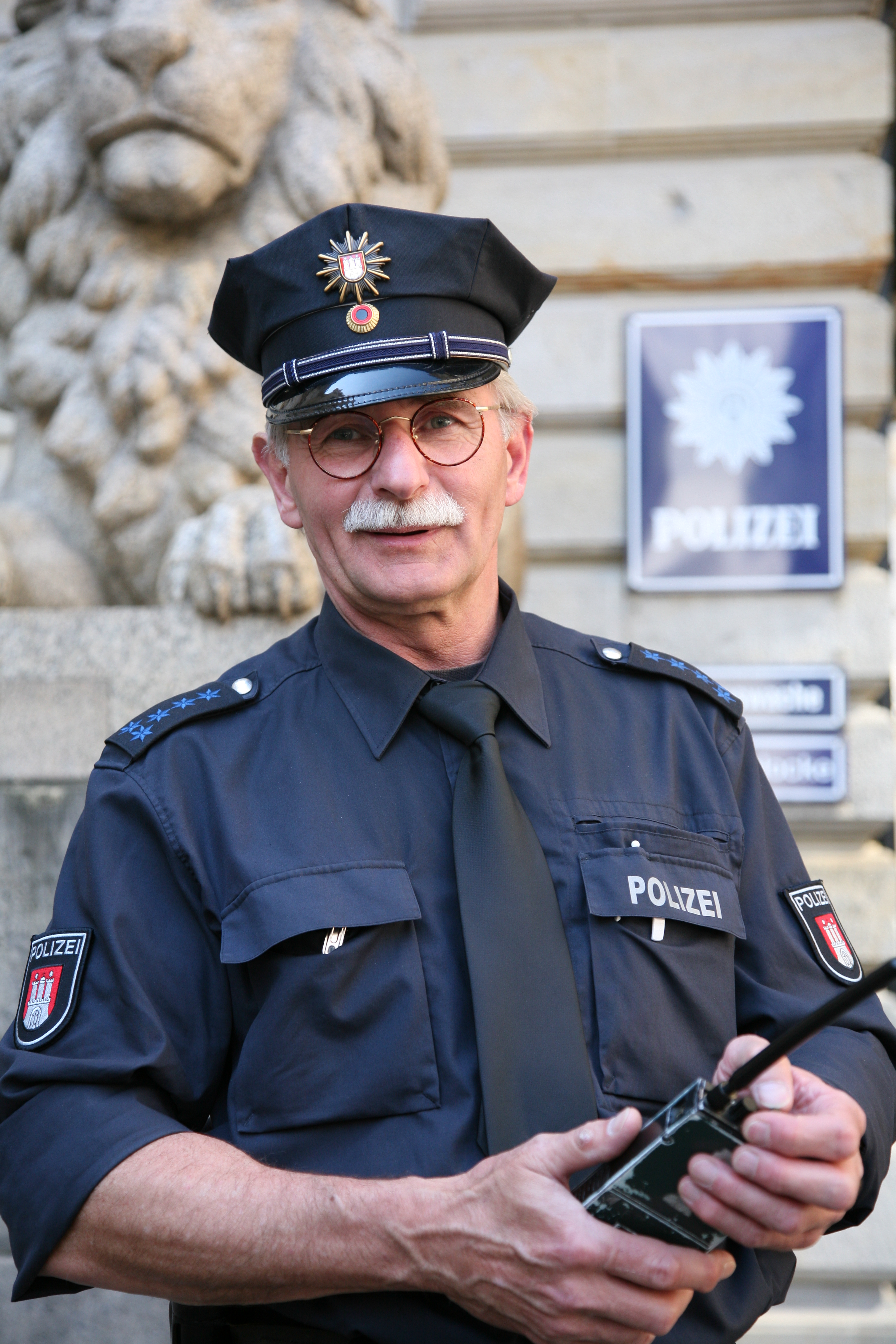
Polițist în Hamburg

Puterea legislativă este împărțită între federație și stat (land). Legea fundamentală presupune că toată puterea legislativă rămâne la nivel de stat, cu excepția dacă este desemnată de către însăși Legea fundamentală.
Orice lege federală are prioritate față de dreptul de stat, în cazul în care puterea legislativă se află la nivel federal. Un exemplu celebru este cazul oferit de prevederea din legislația landului Hessa privind pedeapsa cu moartea, care, nefiind în conformitate cu Legea fundamentală, a fost infirmată. Bundesratul este organul federal prin care landurile participă în legislația națională. Participarea landurilor la legislația federală este necesară în cazul în care legea intră în zona de putere legislativă concurentă, cerând landurilor să administreze regulamentele federale, astfel cum sunt ele desemnate de Legea fundamentală. Fiecare land are propria curte constituțională. Amtsgerichte, Landgerichte și Oberlandesgerichte sunt instanțe de stat cu competență generală. Ele sunt competente dacă acțiunea este bazată pe legea federală sau de stat.
Multe dintre problemele fundamentale de drept administrativ rămân în jurisdicția statelor, deși majoritatea landurilor își pun bazele pe propriile reglementări din acea zonă, conform Verwaltungsverfahrensgesetz din 1976 (Legea contenciosului administrativ), acoperind puncte importante de drept administrativ. Oberverwaltungsgerichte sunt cel mai înalt nivel administrativ de competență privind administrațiile de stat, cu excepția cazului în care problema se referă la dreptul legislației federale sau dreptul de stat identic cu legea federală. În astfel de cazuri, este posibil recursul final la Curtea Federală de administrație.

### Particularități ale regulilor de circulație
În cazul unui blocaj pe autostradă, autovehiculele se deplasează spre stânga și spre dreapta pentru a facilita trecerea. Vehiculele mai lente sunt obligate să dea posibilitatea vehiculelor din spate să le depășească. Au prioritate autobuzele care pleacă din stație și, uneori, tramvaiele. Lumina verde a semafoarelor este precedată de galben. În estul Germaniei mai există semafoare care arată două culori odată: galben și verde înseamnă "liber", galben și roșu semnifică "stop". Luminile de ceață pot fi folosite numai dacă este ceață sau ninsoare cu vizibilitate sub 50 m. Iarna, vehiculul trebuie să fie dotat cu pneuri corespunzătoare - universale sau de iarnă, cu adâncimea striațiilor de cel puțin 4 mm, iar spălătorul de parbriz trebuie să conțină un amestec antigel. Vehiculele parcate pe drumurile publice în afara zonelor construite trebuie să fie luminate în față și în spate. Noaptea, remorcile parcate trebuie să fie întotdeauna luminate. Este valabil certificatul de invalid gradul III (însoțitor), împreună cu pictograma căruciorului pe fond albastru. În rulotă sau în automobilul locuibil este permisă înnoptarea la marginea drumurilor doar în cazuri inevitabile și doar în refugii. În aceste cazuri, trebuie respectate regulile locale.

## Relații externe

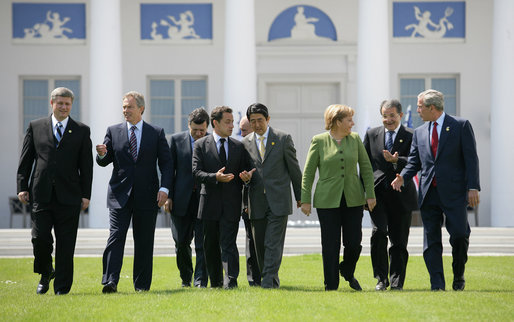
Cancelarul Angela Merkel găzduind summit-ul G8 la Heiligendamm

Germania a jucat un rol important în Uniunea Europeană încă de la începuturile sale și a menținut o alianță puternică cu Franța de la sfârșitul celui de-al Doilea Război Mondial. Alianța a fost foarte apropiată spre sfârșitul anilor 1980 și începutul anilor 1990, sub conducerea lui Helmut Kohl, președintele Uniunii Creștin-Democrate, și a lui François Mitterrand, președintele Partidului Socialist. Germania se află în fruntea statelor europene care doresc să avanseze crearea unor sisteme politice defensive și de securitate mult mai unite ale UE. Timp de câteva decenii după sfârșitul celui de-al Doilea Război Mondial, Republica Federală Germania a avut o putere redusă în relațiile internaționale, datorită istoriei recente și a ocupației acesteia de către puterile externe.
În perioada Războiului Rece, divizarea Germaniei de către Cortina de Fier a făcut-o un simbol al tensiunilor dintre occident și orient, și un câmp de luptă politic în Europa. Cu toate acestea, conceptul de Ostpolitik, înființat de Willy Brandt, a fost un factor cheie de destindere în anii 1970. În 1999, pentru prima dată după Al Doilea Război Mondial, guvernul cancelarului Gerhard Schröder a definit o nouă bază pentru politica externă germană, fiind de acord să participe la războiul NATO împotriva Iugoslaviei și să trimită acolo trupe germane combatante 
Guvernele din Germania și Statele Unite sunt aliate politice apropiate. Planul Marshall, inițiat în 1948, prin care SUA au sprijinit masiv procesul de reconstrucție a Republicii Federale a Germaniei după Al Doilea Război Mondial, precum și legăturile culturale puternice au creat o legătură puternică între cele două țări, deși opoziția lui Schröder în problema Războiului din Irak a sugerat încheierea Atlantismului și o ușoară răcire a relațiilor germano-americane. De asemenea, din punct de vedere economic, cele două țări sunt interdependente: 8,8% din exporturile germane au legătură către SUA, și 6,6% din importurile germane provin din SUA. Viceversa, SUA exportă 8,8% din producția sa de nave către Germania și 9.8% din importurile americane provin din Germania. Alte dovezi ale legăturilor strânse între cele două țări includ continuitatea pozițiilor de vârf deținute în toate domeniile de americanii de origine germană - cel mai mare grup etnic din SUA și existența pe teritoriul Germaniei a celei mai mari comunități militare americane din străinătate - Ramstein Air Base (aproape de Kaiserslautern).

### Ajutor pentru dezvoltare
Politica de dezvoltare a Republicii Federale Germania este o zonă independentă de politica externă germană. Aceasta este formulată de către Ministerul Federal pentru Cooperare și Dezvoltare Economică (BMZ) și este pusă în aplicare de către organizațiile și instituțiile specifice. Guvernul german consideră politica de dezvoltare ca o responsabilitate comună a comunității internaționale.
Ajutoarele umanitare și pentru dezvoltare oferite de Germania în anul 2007 s-au ridicat la 8,96 miliarde de euro (12,26 miliarde de dolari), o creștere cu 5,9 la sută față de 2006. Astfel, Germania a devenit al doilea mare donator de ajutoare după Statele Unite. Germania a cheltuit 0,37 la sută din produsul său intern brut (PIB) pe dezvoltare, care se situează sub obiectivul guvernului de creștere a ajutorului la 0,51 la sută din PIB până în 2010. Nici obiectivul internațional de 0,7% din PNB nu a fost atins.

## Armata

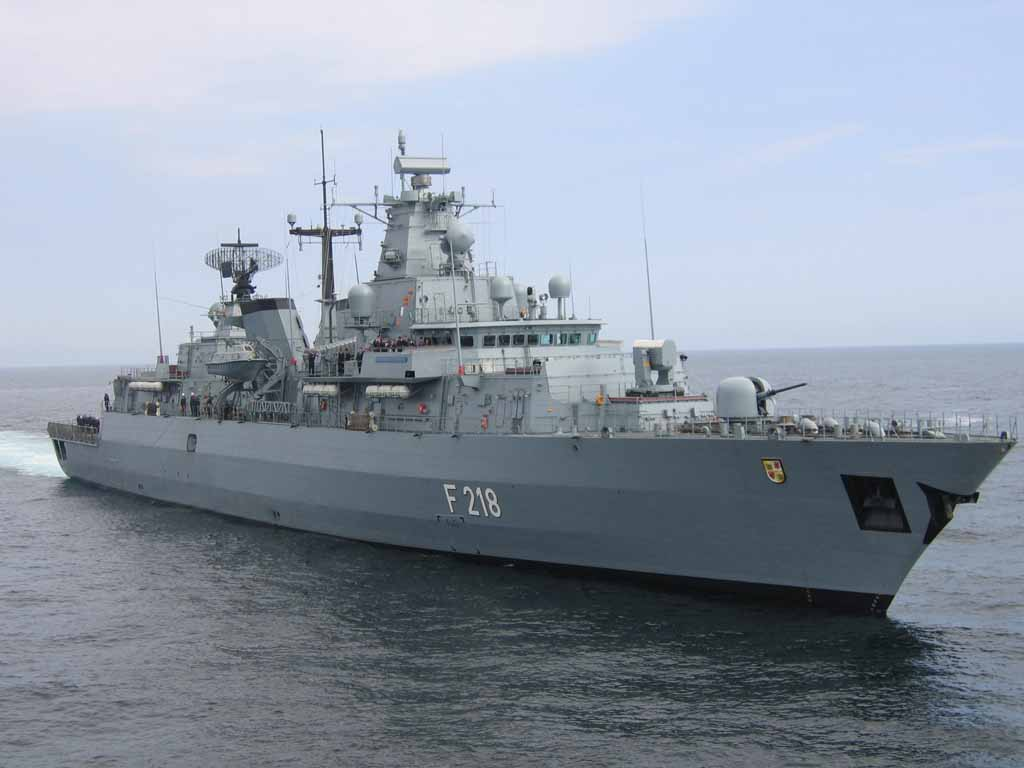
Mecklenburg-Vorpommern participând într-o operațiune UNIFIL II în largul coastei Libanului

Bundeswehr, armata Germaniei, este o forță militară alcătuită Heer (Armată), Marine (Forțele navale), Luftwaffe (Forțele Aeriene), Zentraler Sanitätsdienst (Centrul de Servicii Medicale) și Streitkräftebasis (Serviciul Comun de Sprijin). Începând cu 1 iulie 2011, serviciul militar obligatoriu a fost suspendat (fără să se modifice constituția) și înlocuit cu un serviciu voluntar. Înainte de această dată, refuzul unui tânăr de a se înrola era, în anumite cazuri, acceptat, de exemplu, pe motive de convingeri pacifiste, în care caz serviciul militar era înlocuit cu o perioadă de serviciu prestat în domenii sociale (fără armă). Și acest domeniu a fost înlocuit de un serviciu social voluntar. Există, însă, temeri că pe bază de voluntariat nu se va întruni un număr suficient de persoane pentru a acoperi nevoile și a atinge scopurile Bundeswehr-ului. Conform statisticilor din 2003, cheltuielile militare constituie 1,5% din PIB al țării. Pe timp de pace, Bundeswehr-ul este comandat de Ministrul Apărării, actualmente Ursula von der Leyen. Însă dacă Germania intră în război, care conform constituției îi este permis numai pentru scopuri de apărare, comandatul suprem al Bundeswehr-ului este cancelarul.
Bundeswehr-ul are 200500 de soldați profesioniști, 55000 de recrutați pentru serviciul militar având vârste între 18-25 de ani care servesc pentru cel puțin nouă luni, în conformitate cu normele actuale, și 2500 de rezerviști activi la un moment dat. Aproximativ 300000 de rezerviști sunt disponibili pentru forțele armate și de a participa la exerciții de apărare, precum și dislocări în străinătate. Din 2001, femeile pot servi în toate funcțiile de serviciu, fără restricții, dar acestea nu sunt supuse serviciului militar obligatoriu. În prezent, există aproximativ 14500 de femei și un număr de rezerviști de sex feminin care iau parte la toate obligațiile, inclusiv misiunile de menținere a păcii și alte operațiuni. Până în prezent, doi ofițeri medici de sex feminin au fost promovați la rangul de general.
Începând din noiembrie 2009, armata germană avea în jur de 8300 de militari încadrați în trupele staționate peste hotare, ca parte a diferitelor forțe internaționale de menținere a păcii, inclusiv cei 2470 de militari ai Bundeswehr-ului în Kosovo, 4520 de trupe germane în cadrul forței ISAF conduse de NATO în Afganistan și Uzbekistan și 450 de militari sub drapel UNIFIL în Liban.
În 2009, ministrul apărării, Karl-Theodor zu Guttenberg a afirmat că, în Afganistan, condițiile au fost „ca un război”, în timp ce, în prealabil, au fost menționate ca „stabilizare și reconstrucție civilă”, evitând cuvântul „război”.

## Demografie

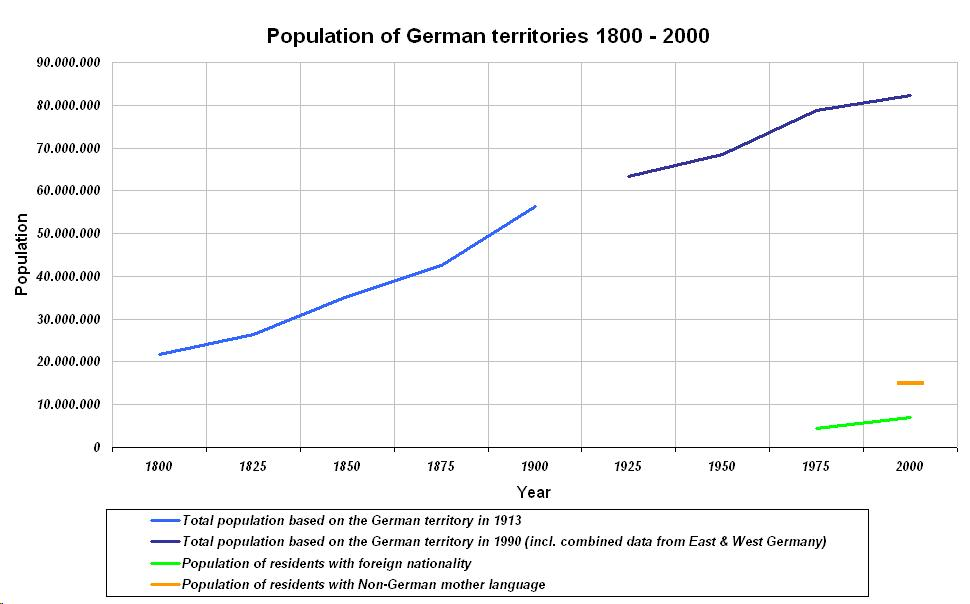
Populația teritoriilor germane 1800–2000 și populația imigrantă între 1975–2000

Cu o populație de 82 de milioane de locuitori, Germania este cea mai populată țară din Uniunea Europeană. Rata fertilității este una din cele mai scăzute din Europa, cu doar 1,41 de copii pentru fiecare femeie. Germania are numeroase orașe mari, cele mai populate fiind Berlin, Hamburg, München, Köln, Frankfurt și Stuttgart. Cea mai mare conurbație este regiunea Rhein-Ruhr (12 milioane), inclusiv Düsseldorf (capitala Renaniei de Nord-Westfalia) și orașele Köln, Essen, Dortmund, Duisburg și Bochum.

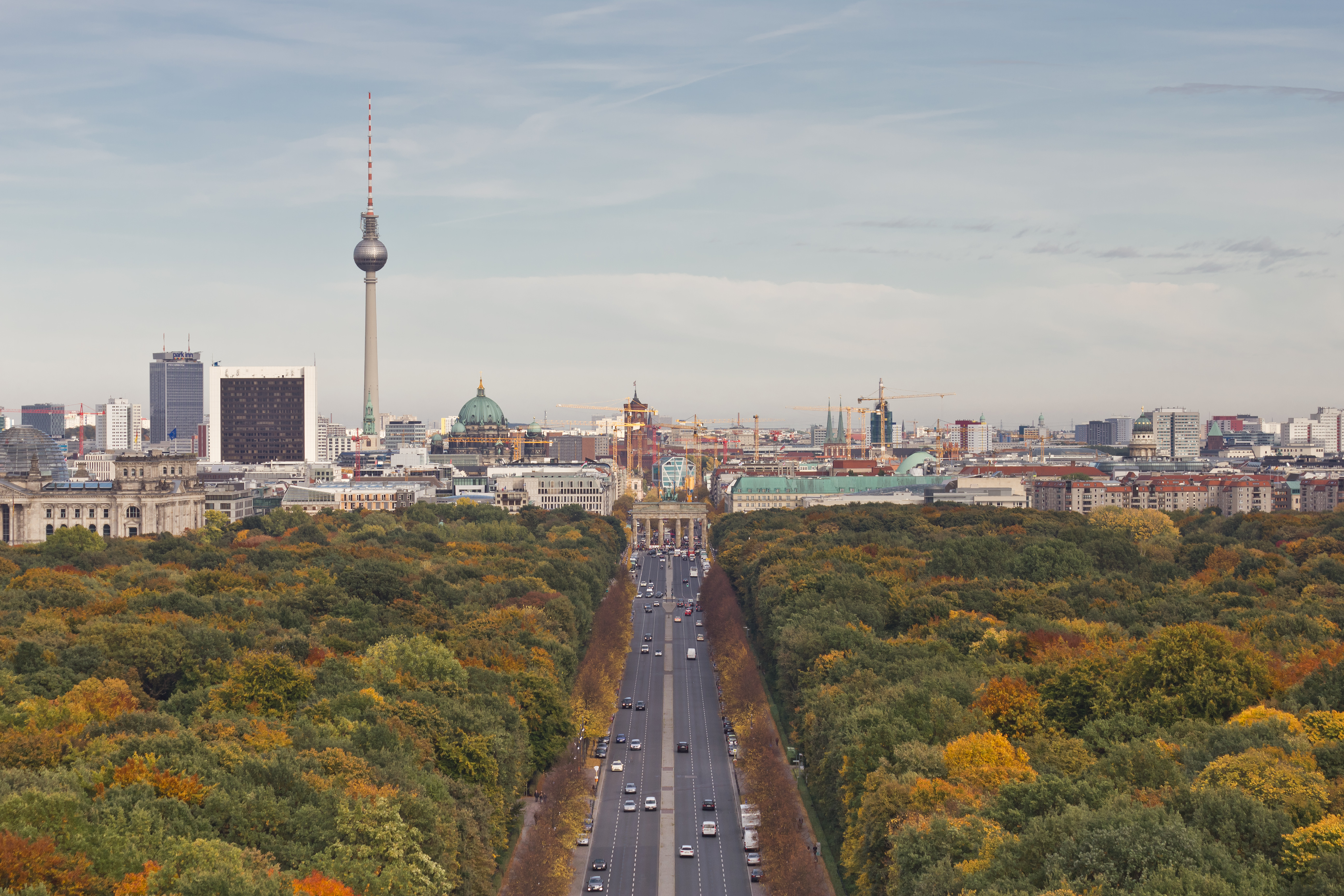
Berlin este cel mai mare oraș, cu o populație de 3,2 milioane de locuitori.

Ca suprafață Republica Federală Germană este cu puțin mai mare ca suprafață decât Polonia, însă, după numărul populației, o depășește de aprox. 2,1 ori. La 1 noiembrie 2011, în Germania locuiau 81.859.000 locuitori. Ca și în multe state dezvoltate, natalitatea Germaniei este mai scăzută decât mortalitatea. În 2011 la 1000 de locuitori au revenit 8,0 nașteri și 10,4 decese. Numărul populației rurale constituie 9%, și relativ 91% populație urbană.
După Al Doilea Război Mondial, 15 milioane de etnici germani au fost expulzați sau s-au refugiat din teritorii din est ale Germaniei, teritorii care fac parte, astăzi, din Polonia, Cehia, Lituania și Rusia. Într-un număr mai mic au fost strămutate sau s-au refugiat în timpul războiului și imediat după terminarea lui etnici germani din Iugoslavia, Ungaria, România. Această populație strămutată a fost integrată în cele două state germane înființate în 1949, RFG și RDG.
În deceniile ulterioare din țările est-europene au mai imigrat valuri de etnici germani, cele mai importante fiind din URSS, Polonia și România. Astfel, începând cu din 1960, etnicii germani din Polonia și URSS (în special din Kazahstan, Uzbekistan, Rusia și Ucraina) s-au strămutat în Germania Occidentală. Nu puțini, pentru a-și ușura emigrarea, se mutau din republicile central asiatice în republici situate în vest, între care RSS Moldovenească. Începând din decembrie 2004, aproximativ șapte milioane de cetățeni străini au fost înregistrați în Germania și, astfel, 19% din locuitorii țării au origini străine. În această situație, tinerii au, mult mai probabil, origini străine decât bătrânii. 30% dintre germani au o vârstă de 15 ani iar cei sub această vârstă au cel puțin un părinte născut în străinătate. În orașele mari, 60% din copii au o vârstă de peste 5 ani, iar cei sub 5 ani au cel puțin un părinte născut în străinătate.
Conform statisticilor din 2007, cel mai mare grup (2,7 milioane) este din Turcia, precum și o majoritate din rest sunt din state europene, cum ar fi Italia (761000) și Polonia (638000).
Fondul ONU pentru Populație a listat Germania ca gazdă deținând cel de-al treilea mare număr de imigranți la nivel mondial, adică 5% sau 10 milioane din totalul de 191 de milioane de imigranți sau aproximativ 12% din populația Germaniei. Ca o consecință a restricțiilor impuse legilor azilului și imigrării din Germania (odinioară, aproape fără restricții), numărul imigranților care caută azil, afirmându-și etnicitatea germană (majoritatea din fosta Uniune Sovietică) a scăzut permanent, începând cu anul 2000.
Numeroase persoane care au origini germane se găsesc în Statele Unite (50 de milioane), Brazilia (5 milioane) și Canada (3 milioane). Aproximativ 3 milioane de „aussiedler” (refugiați germani, în special din Europa de Est și fosta Uniune Sovietică) s-au restabilit în Germania din 1987.

### Religie

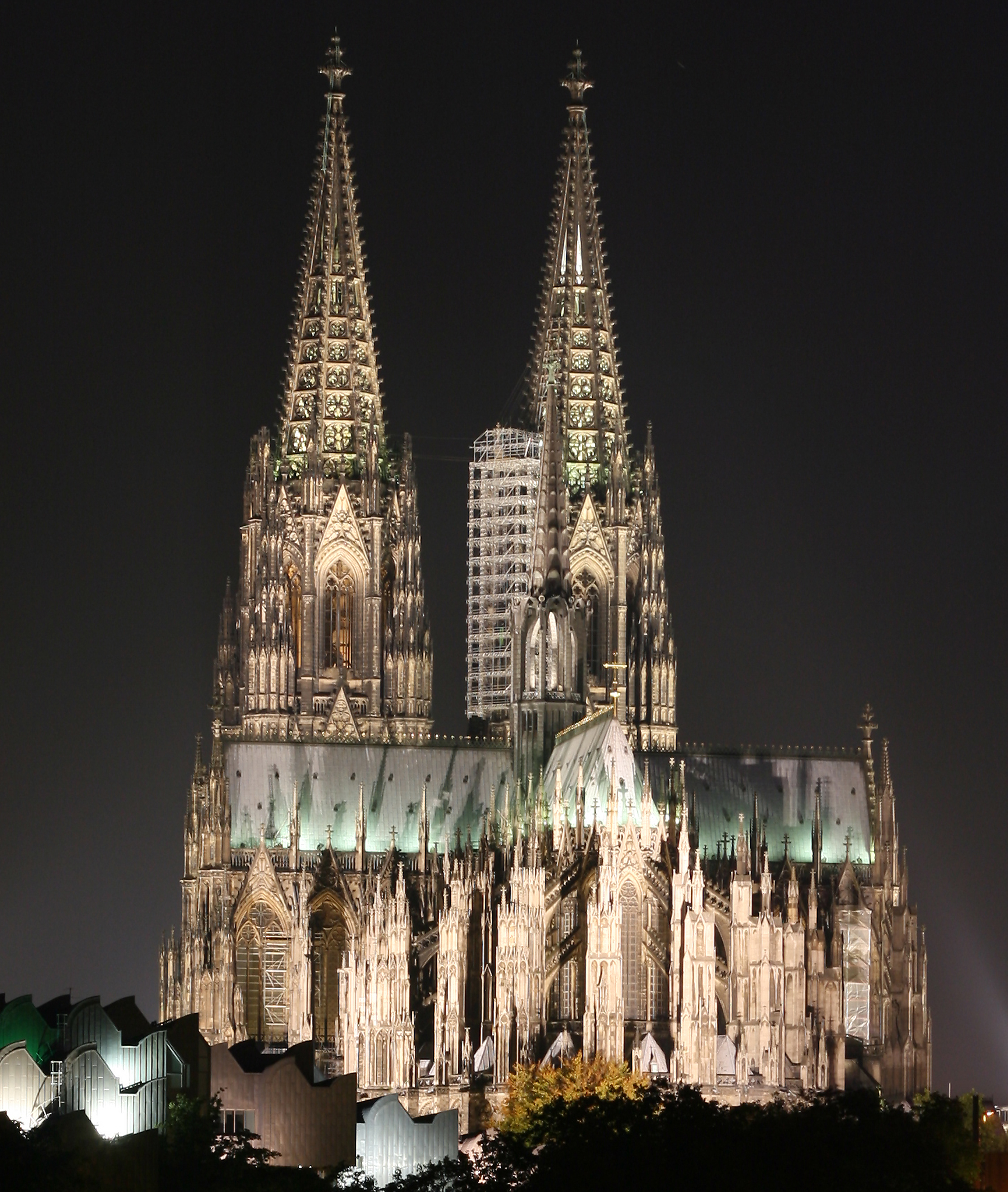
Domul din Köln pe malul râului Rin este unul din patrimoniul mondial UNESCO.

Creștinismul este cea mai numeroasă confesiune religioasă din Germania, cu 52 de milioane de practicanți (64%). 26,5 de milioane sunt protestanți (32,3%) iar 25,5 de milioane sunt catolici  (31,0%). A doua religie numeroasă este Islamul cu 4,3 milioane de adepți (5%) urmată de Budism și Iudaism, amândouă având aproximativ 200.000 de credincioși (c. 0,25%). Hinduismul are 90.000 de credincioși (0,1%) iar Sikismul 75.000 (0,09%). Celelalte comunități religioase din Germania au mai puțin de 50.000 (sau mai puțin de 0,05%) de practicanți. Aproximativ 24,4 de milioane de germani (29,6%) nu și-au declarat religia.

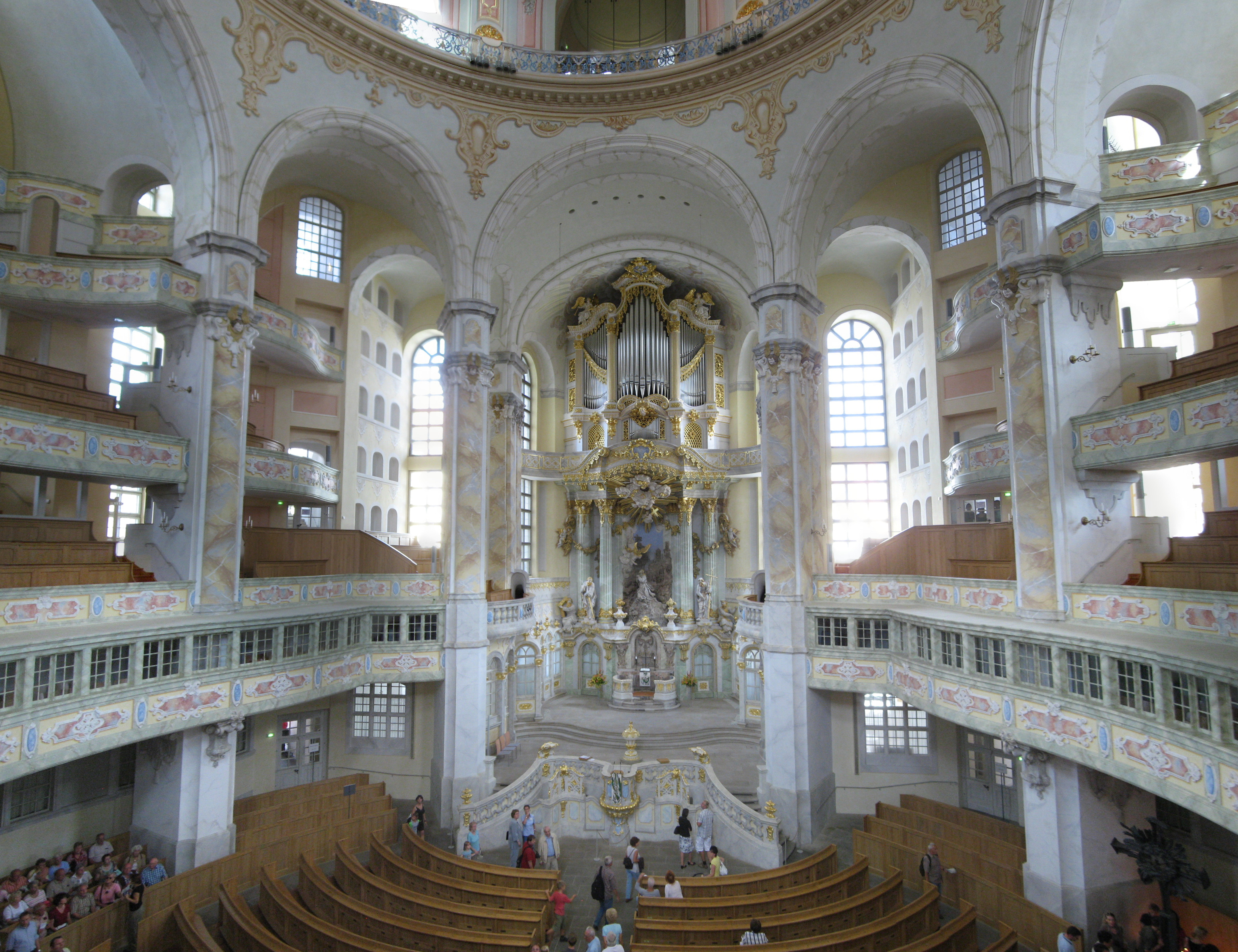
Interiorul Frauenkirche din Dresden

Protestantismul este concentrat în nord și est, iar Romano-Catolicismul în sud și vest. Papa emerit Benedict al XVI-lea, care a renunțat la funcție în data de 28 februarie 2013, s-a născut în Bavaria. Persoanele non-religioase, inclusiv ateii și agnosticii, alcătuiesc 29,6% din populație, din care numeroși sunt, în special, din fosta Germanie de Est și zone metropolitane majore.
Din cei 4,3 milioane de musulmani, majoritatea sunt sunniți și aleviți din Turcia, dar există și un număr restrâns de șiiți. 1,7% din populația totală a țării se declară creștini ortodocși; sârbii și grecii fiind cei mai numeroși. Germania este a treia țară din Europa, cu cea mai numeroasă populație evreiască (după Franța și Regatul Unit). În 2004, mulți evrei din fostele republici sovietice s-au stabilit în Germania (de două ori mai mulți ca în Israel), totalul populației evreiești ajungând la mai mult de 200.000, în comparație cu 30.000 înainte de reunificarea Germaniei. Orașele mari cu importante populații evreiești includ Berlin, Frankfurt și München. Aproximativ 250.000 de budiști locuiesc în Germania, 50% dintre ei sunt imigranți din Asia.
Conform sondajului Eurobarometru 2005, 47% din cetățenii germani sunt de acord cu afirmația „Cred că există un Dumnezeu”, unde 25% sunt de acord cu afirmația „Cred că există un fel de spirit sau forță de viață” iar 25% susținea „Nu cred că există nici un fel de spirit, Dumnezeu, sau forță de viață”.
În 2023 circa 48% dintre germani erau creștini. Circa 5% din populație erau credincioși practicanți, iar fără a număra musulmanii doar 4,1%. În Germania a fi creștin are o definiție juridică: sunt cei care plătesc taxa bisericească (numită taxă de cult pentru credincioșii necreștini).

### Papi germani

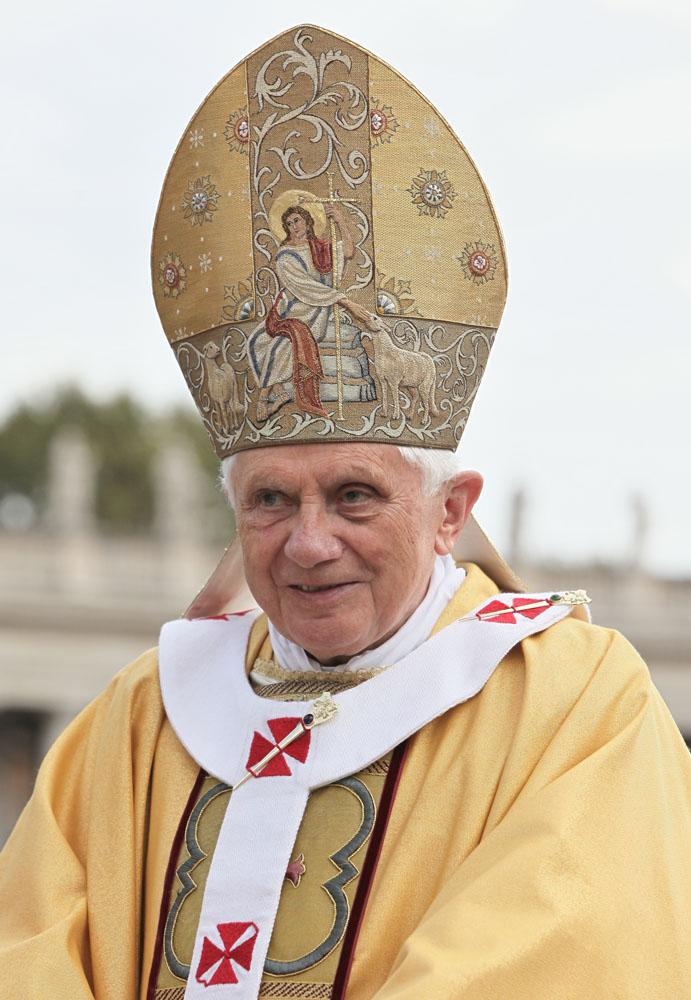
Germanul Joseph Alois Ratzinger, Papă între 2005 - 2013

În total, au existat opt papi germani:
- Grigore al V-lea (996-999) (numele laic: Bruno von Kärnten);
- Clement al II-lea (1046-1047) (Suidger, Graf von Morsleben und Hornburg). Este îngropat în Domul din Bamberg;
- Damasus al II-lea (1048) (Poppo von Brixen);
- Leon al IX-lea (1049-1054) (Bruno Graf von Egisheim-Dagsburg). A contribuit la declanșarea Marei Schisme din 1054;
- Victor al II-lea (1055-1057) (Gebhard Graf von Dollnstein-Hirschberg);
- Ștefan al IX-lea (1057-1058) (Friedrich Herzog von Lothringen);
- Adrian al VI-lea (1522-1523) (Adriaan Florisz Boeyens);
- Benedict al XVI-lea (2005-2013) (Joseph Alois Ratzinger).

### Limbi

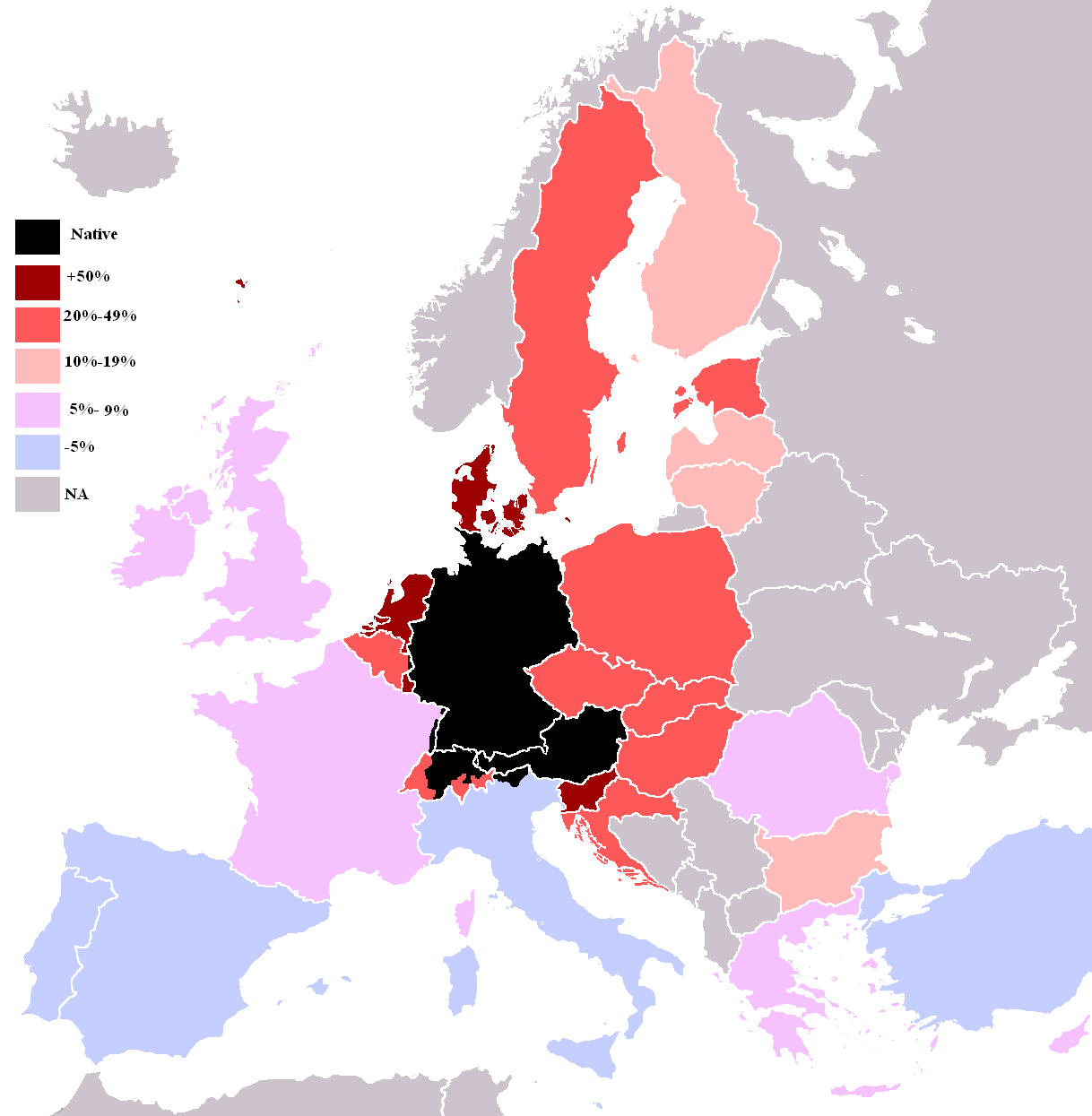
Cunoștințe de limba germană în țările UE

Germana este limba oficială și predominant vorbită în Germania. Este una din cele 23 de limbi oficiale ale Uniunii Europene, precum și una din cele trei limbi de lucru ale Comisiei Europene, alături de engleză și franceză. Limbile native minoritare recunoscute sunt daneza, sorabele, romani și frizonele. Acestea sunt protejate oficial de Carta Europeană a Limbilor Minoritare sau Regionale. Cele mai utilizate limbi de imigranți sunt turca, polona, limbile balcanice și rusa.
Fondul principal de cuvinte (standardul german) este un limbaj vest-germanic și este strâns legat și clasificat alături de engleză, neerlandeză, precum și limbile frizone. Într-o măsură mai mică, este, de asemenea, legat de cel estic (dispărut) și de limbile scandinave. Mare parte din vocabularul german provine din ramura germanică (aparținând familiei de limbi indo-europene). Minorități semnificative de cuvinte sunt derivate din latină și greacă, cu o cantitate mai mică din limba franceză și, cel mai recent, din limba engleză (cunoscut sub numele de Denglisch). Germana se scrie folosind alfabetul latin. În plus, față de cele 26 de litere standard, germana are trei vocalele cu treme, și anume ä, ö, și ü, precum și esțet sau scharfes S (s ascuțit) care este scris „ß”.
Dialectele germane se deosebesc de limba germană standard. Dialectele germane sunt limbile tradiționale locale și provin de la diferite triburi germane. Multe dintre ele nu sunt ușor de înțeles de cineva care cunoaște doar standardul german, deoarece, adesea, acestea diferă - din punct de vedere lexical, fonologic și sintactic - de standardul german .
La nivel mondial, limba germană este vorbită de aproximativ 100 de milioane de vorbitori nativi și, de asemenea, aproximativ 80 milioane nu sunt vorbitori nativi. Germana este limba principală a aproximativ 90 de milioane de oameni (18%) din UE. 67% dintre cetățenii germani pretind a fi capabili să comunice în cel puțin o limbă străină, 27% în cel puțin două alte limbi decât ale lor.

## Economie

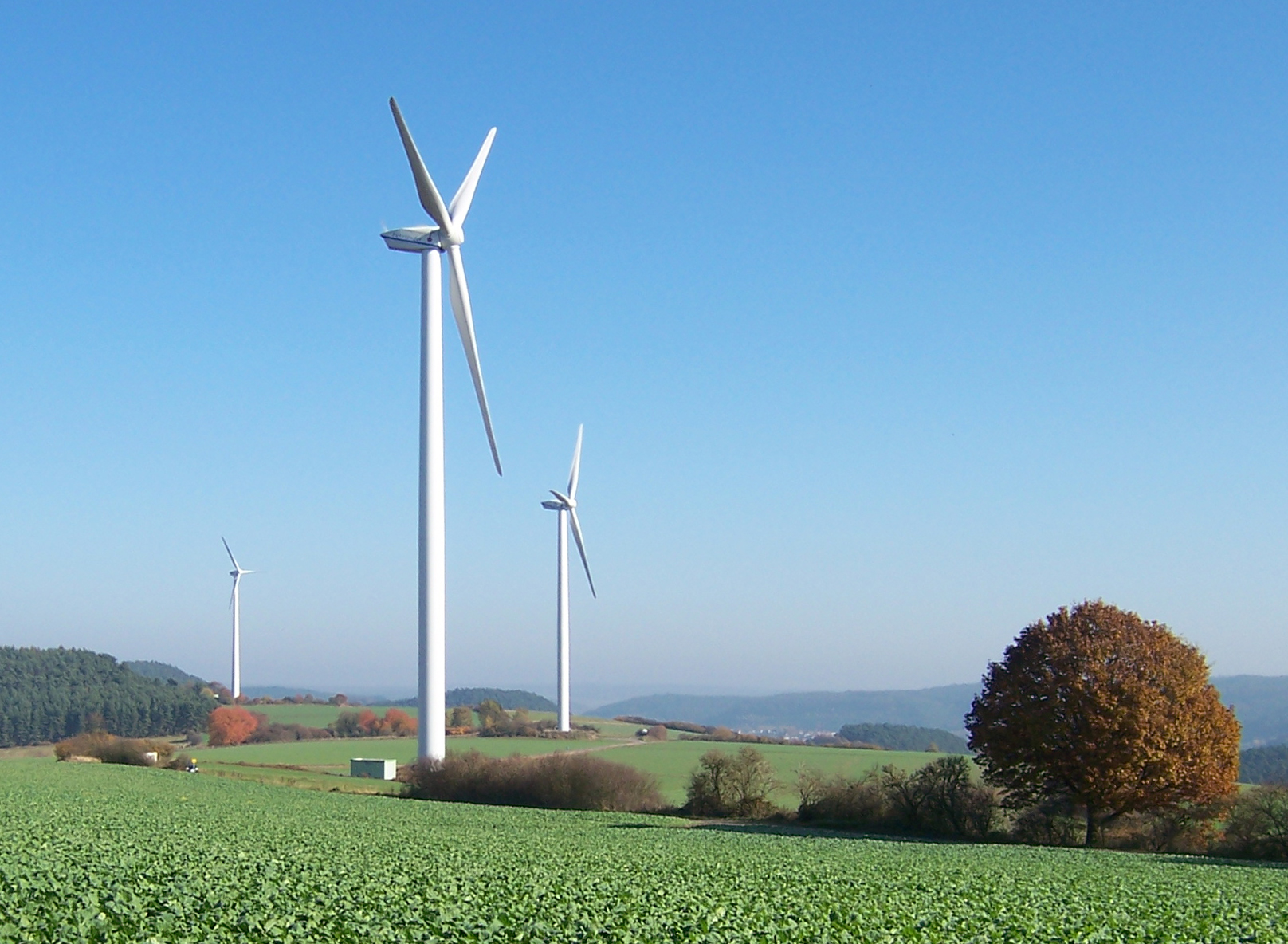
Centrală eoliană în Wehrda, Germania este cel mai mare producător de energie eoliană din Uniunea Europeană.

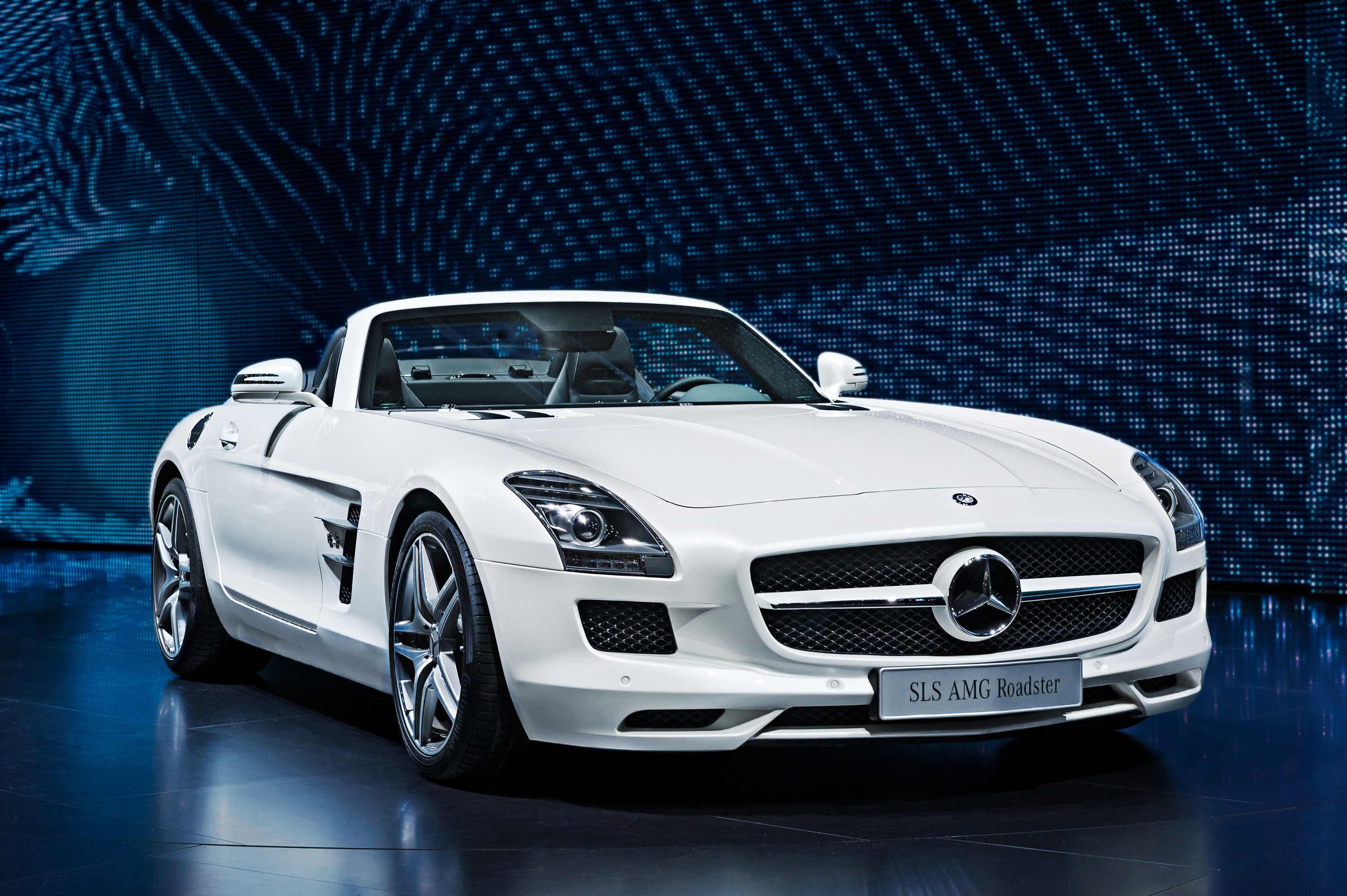
Germania a fost exportatorul mondial nr. 1 de mărfuri în 2007.

Germania are cea mai mare economie națională din Europa, a patra din lume ca PIB nominal, și a cincea din lume în funcție de paritatea puterii de cumpărare, conform datelor din 2008. De la începuturile erei industriale, Germania a fost un lider, inovator și beneficiar al unei economii din ce în ce mai globalizate. Germania este lider mondial în exporturi, exportând bunuri în valoare de 1,133 trilioane de dolari în 2006 (incluzând țările din zona Euro), și generează un surplus comercial de 165 de miliarde. Succesul economiei germane este cu atât mai meritoriu, dacă ținem cont de faptul că aceste rezultate pozitive se obțin în condițiile în care doar în Europa există șase economii mai performante decât cea germană, în timp ce muncitorii germani - care nu excelează în termeni de productivitatea muncii când îi compari cu alți muncitori ai lumii dezvoltate (OCDE) - muncesc cel mai puțin când îi compari cu muncitorii celorlalte economii ale OCDE-ului (mai puțin Țările de Jos), în timp ce copiii germani petrec mai puțin timp la școală decât copiii celor mai mulți dintre vecini. În opinia unor analiști, succesul recent al Germaniei stă în moneda comună, euro, care a făcut produsele germane mai ieftine decât erau înainte de adoptarea monedei comune europene. Sectorul servicii contribuie cu aproximativ 70 % la PIBul total, sectorul industrie cu 29,1 % și sectorul agricultură cu 0,9 %. Majoritatea produselor sunt din domeniul ingineriei, în special: automobile, instalații mecanice, metalurgice și produse ale industriei chimice. Germania este cel mai mare producător de turbine eoliene și de tehnologi de exploatare a energiei solare din lume. Cele mai mari târguri și congrese internaționale de comerț din fiecare an au loc în orașe germane, cum ar fi Hanovra, Frankfurt și Berlin.

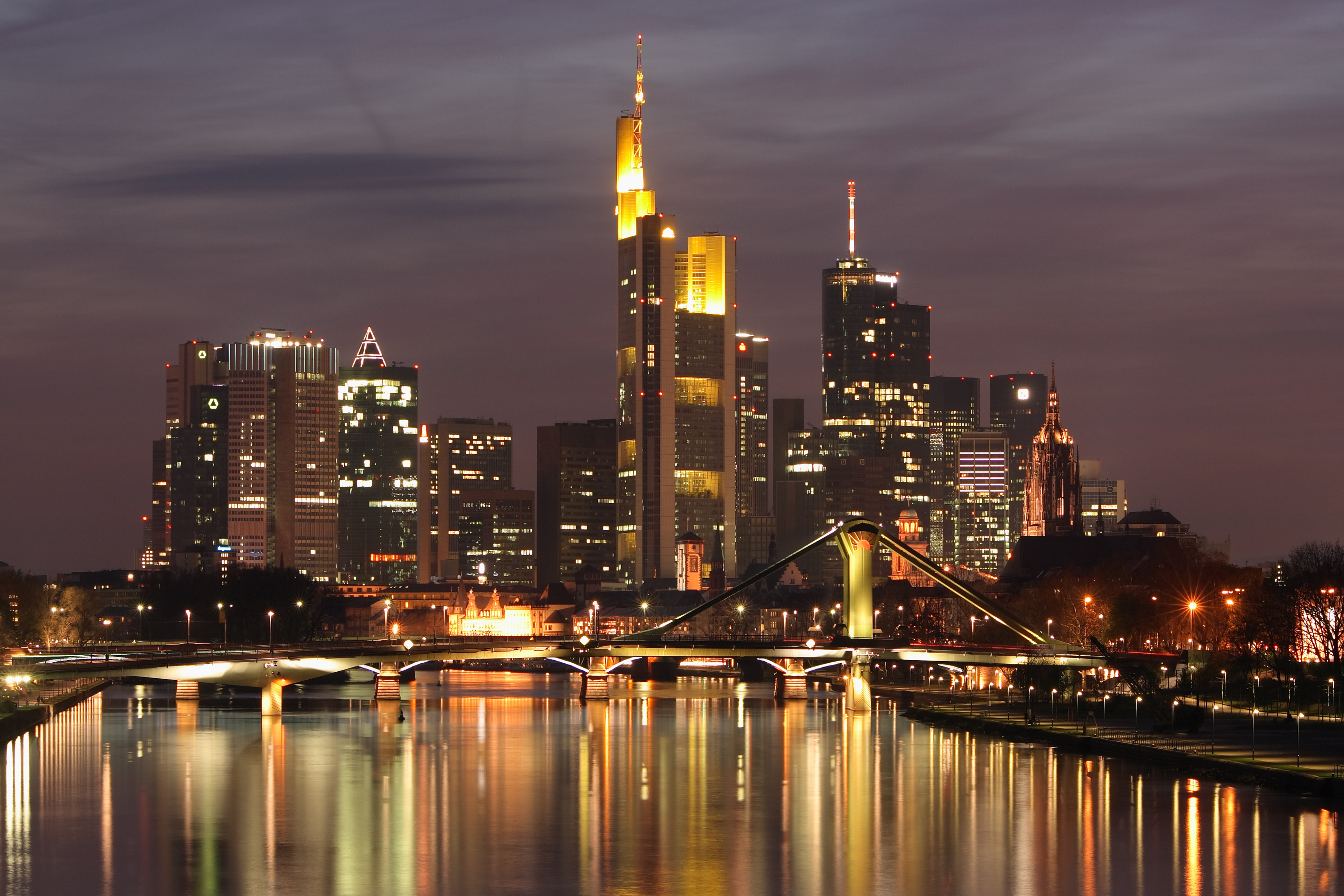
Frankfurt este un centru financiar major, sediul Băncii Centrale Europene, și un centru de transport aerian la nivel mondial.

În topul celor mai mari 500 de companii din lume listate la bursă, top organizat în funcție de veniturile companiilor, există 37 de companii cu sediul în Germania. În 2007 cele mai mari dintre acestea erau Daimler, Volkswagen, Allianz (compania cea mai profitabilă), Siemens, Deutsche Bank (a doua companie ca rentabilitate), E.ON, Deutsche Post, Deutsche Telekom, Metri Cash & Carry, și BASF . Printre companiile cu cei mai mulți angajați se numără Deutsche Post, Robert Bosch GmbH și Edeka . Companii și, în același timp, mărci de produse germane renumite pe tot globul sunt Adidas, Audi, BMW, Mercedes Benz, Nivea, Porsche, SAP, Volkswagen și multe altele .
Germania este o susținătoare a integrării economice și politice europene, iar politicile ei comerciale sunt, din ce în ce mai mult, determinate de acordurile dintre membrii Uniunii Europene și de legislația europeană privind piața comună. Germania a adoptat moneda europeană unică euro, iar politica ei monetară este stabilită de Banca Centrală Europeană, cu sediul la Frankfurt pe Main. După reunificarea Germaniei din 1990, nivelul de trai și veniturile anuale au rămas sensibil mai mari în fosta Germanie de Vest. Modernizarea și integrarea economiei din estul Germaniei de azi continuă să fie un proces de lungă durată și se prevede că acesta va dura până în 2019, transferurile anuale de la vest la est fiind până acum de aproximativ 80 de miliarde de dolari, în total. Rata șomajului a scăzut începând cu 2005, ajungând la una foarte scăzută: 3,8 % în iulie 2011. Acest procentaj diferă, însă, între fosta Germanie de Vest și fosta Germanie de Est. Guvernul cancelarului Gerhard Schröder a inițiat, la începutul anilor 2000, o serie de reforme privind piața forței de muncă și instituțiile legate de bunăstarea publică, în timp ce guvernele următoare (negru-roșu și negru-galben) au adoptat o politică fiscală restrictivă și au redus numărul de locuri de muncă din sectorul public. În septembrie 2023, peste 46.000.000 de milioane de rezidenți aveau un loc de muncă.
În intervalul 1990 – 2009, Germania a primit Investiții străine directe (ISD) de 700 de miliarde de dolari. În anul 2009 investițiile străine directe în Germania au fost de 36 miliarde dolari. Totodată, Germania a generat ISD pentru alte state în valoare de 62,7 miliarde de dolari în 2009.

### Infrastructură

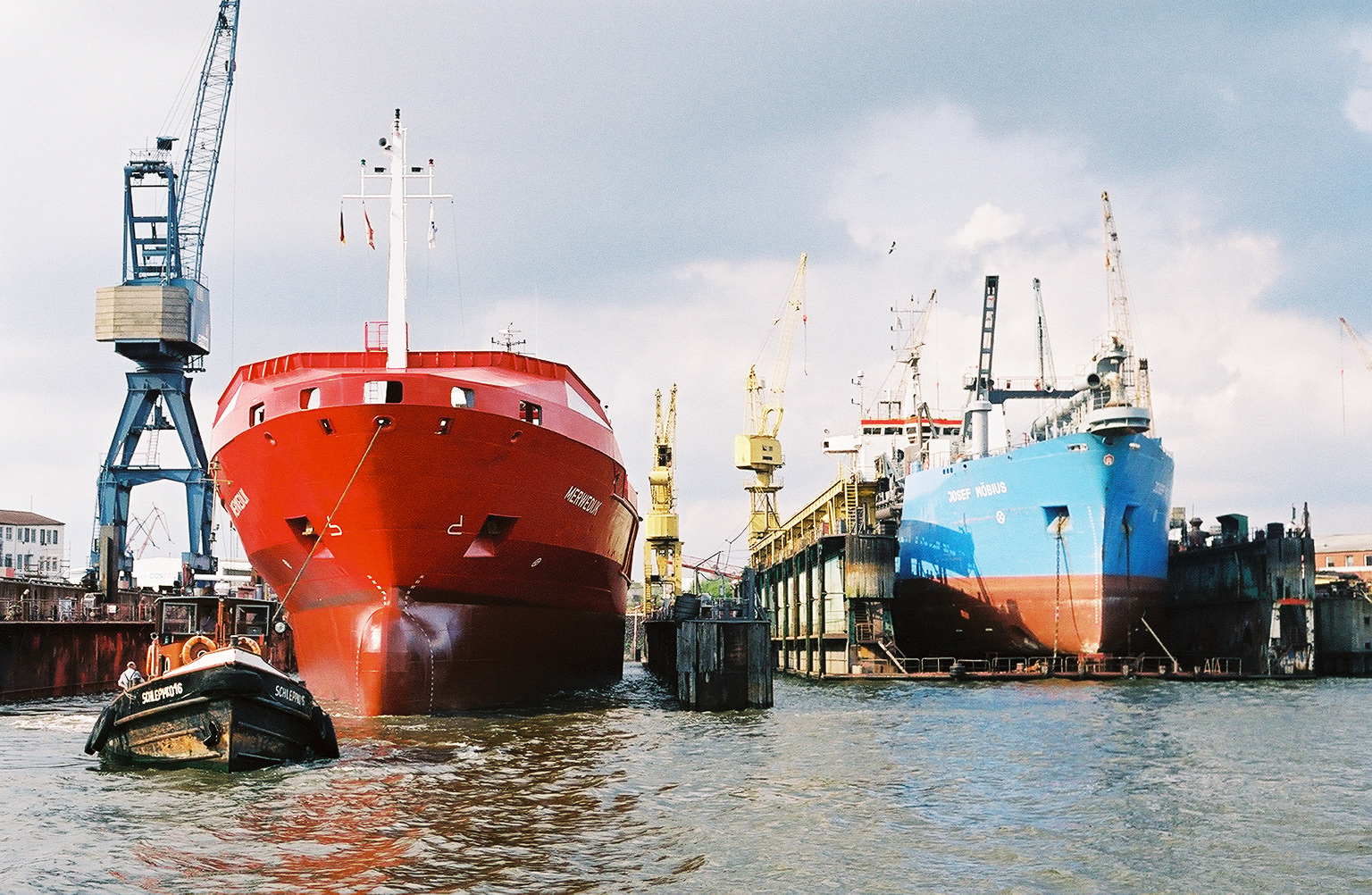
Portul de la Hamburg este al doilea mai mare port din Europa.

Germania este un punct central de transport important, datorită poziției sale centrale. Acest lucru poate fi observat în rețelele numeroase și moderne de transport. Rețeaua extinsă de autostrăzi (Autostradă) care se plasează pe locul trei la nivel mondial după lungimea totală și este caracterizată prin lipsa de limită a vitezei pe majoritatea drumurilor.
Germania a construit o rețea policentrică a trenurilor de mare viteză. InterCityExpress sau ICE este categoria cea mai avansată de servicii Deutsche Bahn și operează în orașele germane majore, precum și în destinații spre țările vecine. Viteza maximă a trenului variază între 160 km/h și 300 km/h. Conexiunile sunt oferite la fiecare 30 de minute sau la intervale de două ore.

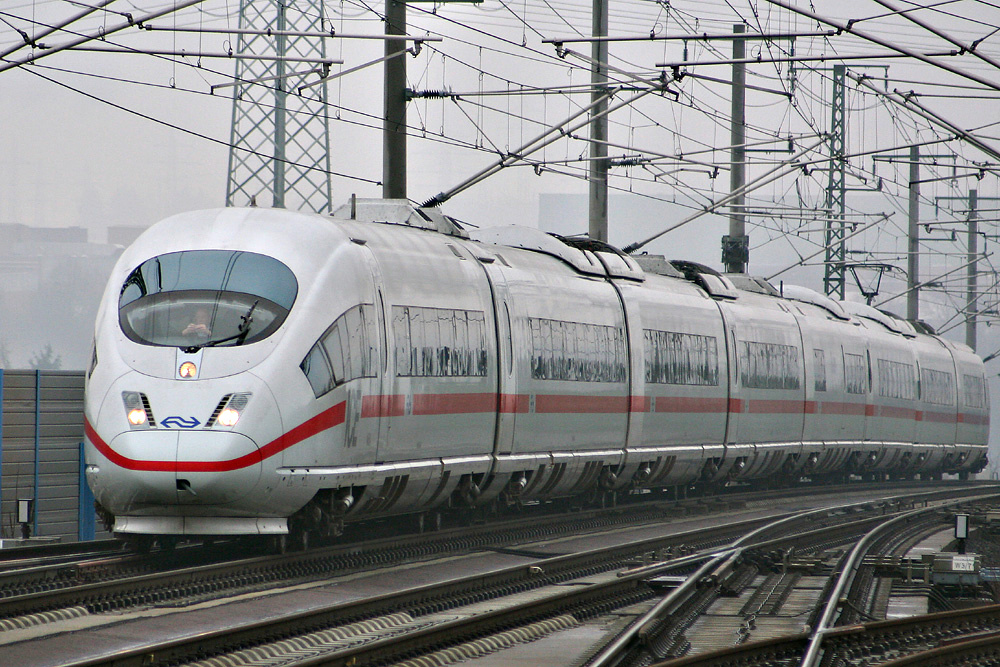
Trenul ICE 3

Germania este al cincilea mare consumator de energie, iar două treimi din energia primară a fost importată în 2002. În același an, Germania a fost cel mai mare consumator de electricitate din Europa, în valoare totală de 512.9 terawatt-ore. Politica guvernului promovează conservarea energiei și dezvoltarea surselor de energie regenerabilă, precum energia solară, eoliană, biomasă, hidroelectrică, precum și geotermică. Ca urmare a măsurilor de economisire a energiei, eficiența energetică a fost îmbunătățită de la începutul anilor 1970. Guvernul a stabilit obiectivul de a obține din surse regenerabile, până în 2050, jumătate din cererile de energie ale țării.
În anul 2000, guvernul și industria nucleară germană au fost de acord să elimine, până în 2021, progresiv, toate centralele nucleare. Energia regenerabilă încă joacă un rol tot mai modest în consumul de energie. În 2006, consumul de energie a fost îndeplinit de către următoarele surse: petrol (35,7%); cărbune, inclusiv lignit (23,9%); gaze naturale (22,8%); nucleare (12,6%); hidroelectrică și eoliană (1,3%); și altele (3,7%). Cu toate acestea, ponderea energiei regenerabile în furnizarea de energie electrică a crescut rapid, atingând 14% în 2007. Guvernul german a stabilit un nou obiectiv de a crește, până în 2020, acest procent la 27% .

## Cultură
Contribuțiile germane la cultura mondială sunt numeroase. Germania a fost locul de naștere al unor renumiți compozitori, precum Ludwig van Beethoven, Johann Sebastian Bach, Johannes Brahms și Richard Wagner; poeți precum Johann Wolfgang von Goethe și Friedrich Schiller; filosofi ca Immanuel Kant, Georg Hegel, Karl Marx sau Friedrich Nietzsche.
O mică selecție de aspecte culturale specifice:
- Muzica Germaniei
- Bundesliga - liga întâia de fotbal a Germaniei
- Oktoberfest

## Știință
Germania este una din țările cu cei mai cunoscuți cercetători în diverse domenii științifice. Premiul Nobel a fost înmânat celor 103 laureați germani. Munca lui Albert Einstein și Max Planck a fost decisivă pentru fondarea fizicii moderne, pe care Werner Heisenberg și Max Born au dezvoltat-o ulterior. Aceștia au fost precedați de fizicieni precum Hermann von Helmholtz, Joseph von Fraunhofer și Gabriel Daniel Fahrenheit. Wilhelm Conrad Röntgen a descoperit razele X, care sunt denumite în limba germană Röntgenstrahlen (Razele Röntgen). Această realizare l-a făcut primul câștigător al Premiului Nobel pentru Fizică în 1901.
Inginerul Wernher von Braun a construit prima rachetă spațială iar, mai târziu, a fost un membru remarcabil în NASA, construind racheta lunară Saturn V, care a pavat calea spre succes a programului american Apollo. Lucrarea lui Heinrich Rudolf Hertz în domeniul Radiației electromagnetice a fost importantă pentru dezvoltarea telecomunicației moderne. Datorită construirii primului său laborator de la Universitatea din Leipzig, în 1879, Wilhelm Wundt a fost creditat cu fondarea psihologiei ca știință empirică independentă. Lucrarea lui Alexander von Humboldt, ca om de știință și explorator, a fost fundamentală în biogeografie.

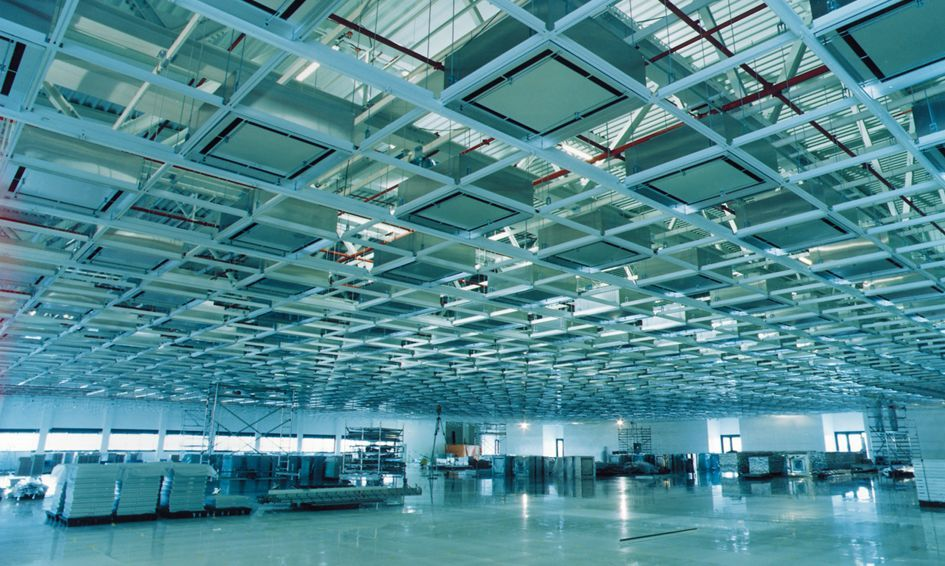
Cameră de curățătorie pentru fabricarea de microelectronice în Stuttgart

Numeroși matematicieni celebri s-au născut în Germania, dintre care: Carl Friedrich Gauss, David Hilbert, Bernhard Riemann, Gottfried Leibniz, Karl Weierstrass și Hermann Weyl. Germania are mulți inventatori și ingineri faimoși, precum sunt: Johannes Gutenberg, care este acreditat pentru inventarea imprimantei de tip portabil în Europa; Hans Geiger, creatorul contorului Geiger; și Konrad Zuse, care a construit primul calculator complet digital. Inventatori, ingineri și fabricanți germani, precum Contele Ferdinand von Zeppelin, Otto Lilienthal, Gottlieb Daimler, Rudolf Diesel, Hugo Junkers și Karl Benz au ajutat la dezvoltarea tehnologiei moderne de transporturi auto și aeriene.
Instituții importante de cercetare din Germania sunt Societatea Max Planck, Helmholtz-Gemeinschaft și Societatea Fraunhofer. Acestea sunt conectate, în mod independent sau extern, la sistemul universitar și ajută, într-o măsură considerabilă, la randamentul științific. Premiul Gottfried Wilhelm Leibniz este acordat la zece oameni de știință și academicieni în fiecare an. Cu un maxim de 2,5 milioane € pe premiu, este una dintre cele mai înalte distincții de cercetare din lume.

## Sport

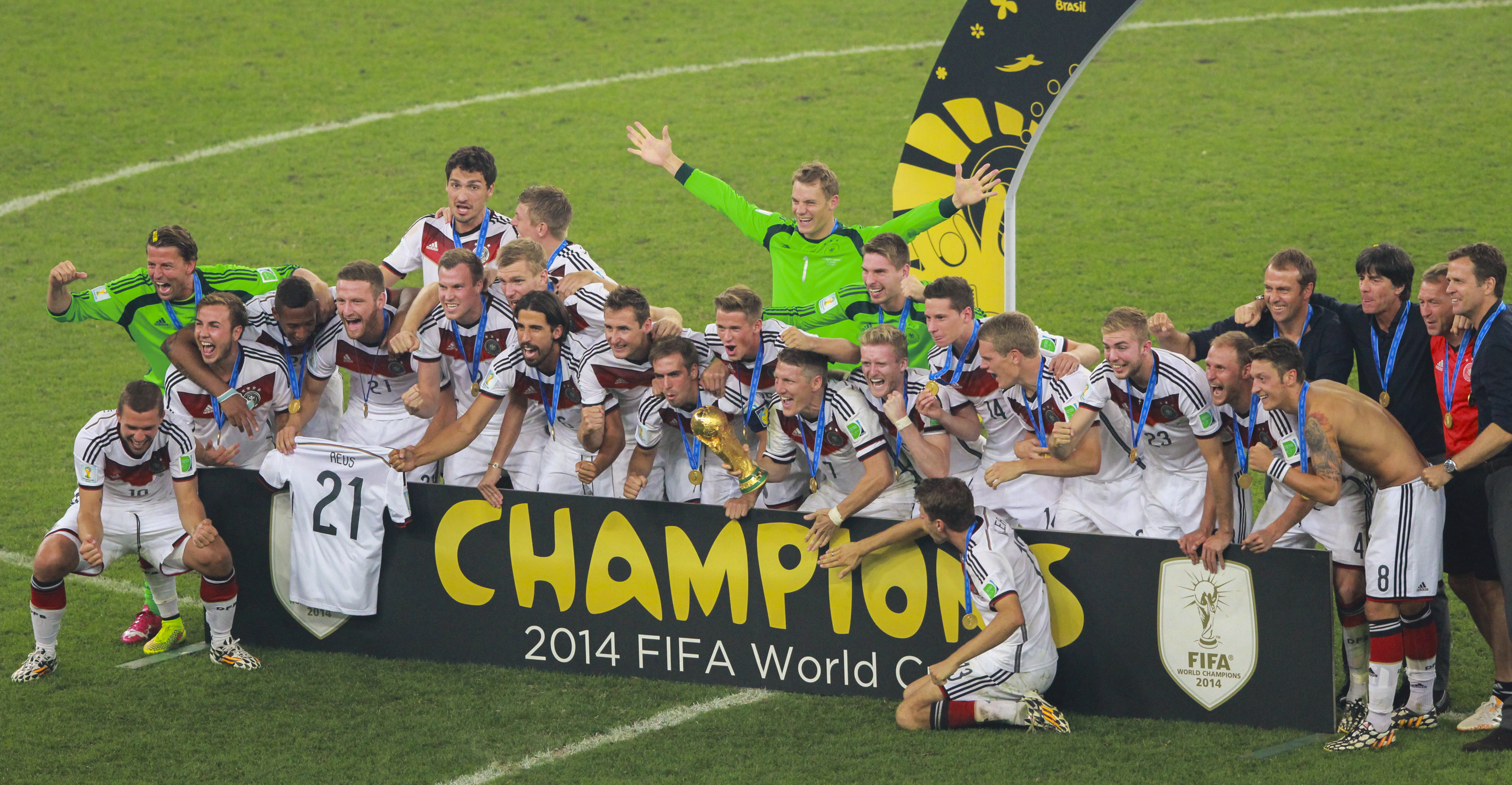
Echipa națională de fotbal a Germaniei, după ce a câștigat Campionatul Mondial pentru a patra oară în 2014.

Peste 27 milioane de persoane fac parte dintr-un club sportiv. Fotbalul este cel mai important și practicat sport.